# Statystyki Sereny Williams

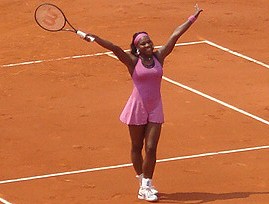
Serena Williams podczas French Open 2007

Amerykańska tenisistka Serena Williams wygrała w swojej karierze 73 singlowe, 22 deblowe i 2 mikstowe turnieje zaliczane do cyklu rozgrywek WTA Tour. W grze pojedynczej zawodniczka osiągnęła 31 finałów imprez zaliczanych do Wielkiego Szlema, z których wygrywała 23. W grze podwójnej osiągnęła 14 finałów w tych rozgrywkach, za każdym razem wygrywała. W grze mieszanej dwukrotnie odnosiła triumfy i dwa razy została pokonana w finale.
Amerykanka zdobyła złoty medal letnich igrzysk olimpijskich w grze pojedynczej (2012) i trzy takie medale w grze podwójnej, startując we wszystkich przypadkach w parze ze swoją starszą siostrą Venus Williams (2000, 2008, 2012).
Najwyżej w rankingu singlowym WTA Tour została sklasyfikowana na 1. miejscu podczas notowania 8 lipca 2002 roku. Od tamtej pory zdołała zakończyć pięć sezonów na pozycji liderki rankingu. W grze podwójnej została liderką zestawienia dnia 7 czerwca 2010. Williams jest jedną z dwóch (wraz ze Steffi Graf) zdobywczyń Karierowego Złotego Szlema i jedynym zawodnikiem w historii tej dyscypliny, który powtórzył to osiągnięcie również w rozgrywkach deblowych.

## Finały ważnych imprez

### Wielki Szlem

#### Gra pojedyncza: 31 (23–8)
| Rezultat     | Rok  | Turniej             | Nawierzchnia | Przeciwniczka       | Wynik            |
| ------------ | ---- | ------------------- | ------------ | ------------------- | ---------------- |
| Zwyciężczyni | 1999 | US Open             | Twarda       | Martina Hingis      | 6:3, 7:6(4)      |
| Finalistka   | 2001 | US Open             | Twarda       | Venus Williams      | 2:6, 4:6         |
| Zwyciężczyni | 2002 | French Open         | Ceglana      | Venus Williams      | 7:5, 6:3         |
| Zwyciężczyni | 2002 | Wimbledon           | Trawiasta    | Venus Williams      | 7:6(4), 6:3      |
| Zwyciężczyni | 2002 | US Open (2)         | Twarda       | Venus Williams      | 6:4, 6:3         |
| Zwyciężczyni | 2003 | Australian Open     | Twarda       | Venus Williams      | 7:6(4), 3:6, 6:4 |
| Zwyciężczyni | 2003 | Wimbledon (2)       | Trawiasta    | Venus Williams      | 4:6, 6:4, 6:2    |
| Finalistka   | 2004 | Wimbledon           | Trawiasta    | Marija Szarapowa    | 1:6, 4:6         |
| Zwyciężczyni | 2005 | Australian Open (2) | Twarda       | Lindsay Davenport   | 2:6, 6:3, 6:0    |
| Zwyciężczyni | 2007 | Australian Open (3) | Twarda       | Marija Szarapowa    | 6:1, 6:2         |
| Finalistka   | 2008 | Wimbledon           | Trawiasta    | Venus Williams      | 5:7, 4:6         |
| Zwyciężczyni | 2008 | US Open (3)         | Twarda       | Jelena Janković     | 6:4, 7:5         |
| Zwyciężczyni | 2009 | Australian Open (4) | Twarda       | Dinara Safina       | 6:0, 6:3         |
| Zwyciężczyni | 2009 | Wimbledon (3)       | Trawiasta    | Venus Williams      | 7:6(3), 6:2      |
| Zwyciężczyni | 2010 | Australian Open (5) | Twarda       | Justine Henin       | 6:4, 3:6, 6:2    |
| Zwyciężczyni | 2010 | Wimbledon (4)       | Trawiasta    | Wiera Zwonariowa    | 6:3, 6:2         |
| Finalistka   | 2011 | US Open             | Twarda       | Samantha Stosur     | 2:6, 3:6         |
| Zwyciężczyni | 2012 | Wimbledon (5)       | Trawiasta    | Agnieszka Radwańska | 6:1, 5:7, 6:2    |
| Zwyciężczyni | 2012 | US Open (4)         | Twarda       | Wiktoryja Azaranka  | 6:2, 2:6, 7:5    |
| Zwyciężczyni | 2013 | French Open (2)     | Ceglana      | Marija Szarapowa    | 6:4, 6:4         |
| Zwyciężczyni | 2013 | US Open (5)         | Twarda       | Wiktoryja Azaranka  | 7:5, 6:7(6), 6:1 |
| Zwyciężczyni | 2014 | US Open (6)         | Twarda       | Caroline Wozniacki  | 6:3, 6:3         |
| Zwyciężczyni | 2015 | Australian Open (6) | Twarda       | Marija Szarapowa    | 6:3, 7:6(5)      |
| Zwyciężczyni | 2015 | French Open (3)     | Ceglana      | Lucie Šafářová      | 6:3, 6:7(2), 6:2 |
| Zwyciężczyni | 2015 | Wimbledon (6)       | Trawiasta    | Garbiñe Muguruza    | 6:4, 6:4         |
| Finalistka   | 2015 | Australian Open     | Twarda       | Angelique Kerber    | 4:6, 6:3, 4:6    |
| Finalistka   | 2016 | French Open         | Ceglana      | Garbiñe Muguruza    | 5:7, 4:6         |
| Zwyciężczyni | 2016 | Wimbledon (7)       | Trawiasta    | Angelique Kerber    | 7:5, 6:3         |
| Zwyciężczyni | 2017 | Australian Open (7) | Twarda       | Venus Williams      | 6:4, 6:4         |
| Finalistka   | 2018 | Wimbledon           | Trawiasta    | Angelique Kerber    | 3:6, 3:6         |
| Finalistka   | 2018 | US Open             | Twarda       | Naomi Ōsaka         | 2:6, 4:6         |

#### Gra podwójna: 14 (14–0)
| Rezultat     | Rok  | Turniej             | Nawierzchnia | Partnerka      | Przeciwniczki                       | Wynik            |
| ------------ | ---- | ------------------- | ------------ | -------------- | ----------------------------------- | ---------------- |
| Zwyciężczyni | 1999 | French Open         | Ceglana      | Venus Williams | Martina Hingis Anna Kurnikowa       | 6:3, 6:7(2), 8:6 |
| Zwyciężczyni | 1999 | US Open             | Twarda       | Venus Williams | Chanda Rubin Sandrine Testud        | 4:6, 6:1, 6:4    |
| Zwyciężczyni | 2000 | Wimbledon           | Trawiasta    | Venus Williams | Julie Halard-Decugis Ai Sugiyama    | 6:3, 6:2         |
| Zwyciężczyni | 2001 | Australian Open     | Twarda       | Venus Williams | Lindsay Davenport Corina Morariu    | 6:2, 2:6, 6:4    |
| Zwyciężczyni | 2002 | Wimbledon (2)       | Trawiasta    | Venus Williams | Virginia Ruano Pascual Paola Suárez | 6:2, 7:5         |
| Zwyciężczyni | 2003 | Australian Open (2) | Twarda       | Venus Williams | Virginia Ruano Pascual Paola Suárez | 4:6, 6:4, 6:3    |
| Zwyciężczyni | 2008 | Wimbledon (3)       | Trawiasta    | Venus Williams | Lisa Raymond Samantha Stosur        | 6:2, 6:2         |
| Zwyciężczyni | 2009 | Australian Open (3) | Twarda       | Venus Williams | Daniela Hantuchová Ai Sugiyama      | 6:3, 6:3         |
| Zwyciężczyni | 2009 | Wimbledon (4)       | Trawiasta    | Venus Williams | Samantha Stosur Rennae Stubbs       | 7:6(4), 6:4      |
| Zwyciężczyni | 2009 | US Open (2)         | Twarda       | Venus Williams | Cara Black Liezel Huber             | 6:2, 6:2         |
| Zwyciężczyni | 2010 | Australian Open (4) | Twarda       | Venus Williams | Cara Black Liezel Huber             | 6:4, 6:3         |
| Zwyciężczyni | 2010 | French Open (2)     | Ceglana      | Venus Williams | Květa Peschke Katarina Srebotnik    | 6:2, 6:3         |
| Zwyciężczyni | 2012 | Wimbledon (5)       | Trawiasta    | Venus Williams | Andrea Hlaváčková Lucie Hradecká    | 7:5, 6:4         |
| Zwyciężczyni | 2016 | Wimbledon (6)       | Trawiasta    | Venus Williams | Tímea Babos Jarosława Szwiedowa     | 6:3, 6:4         |

#### Gra mieszana: 4 (2–2)
| Rezultat     | Rok  | Turniej         | Nawierzchnia | Partner     | Przeciwnicy                     | Wynik            |
| ------------ | ---- | --------------- | ------------ | ----------- | ------------------------------- | ---------------- |
| Finalistka   | 1998 | French Open     | Ceglana      | Luis Lobo   | Justin Gimelstob Venus Williams | 6:4, 6:4         |
| Zwyciężczyni | 1998 | Wimbledon       | Trawiasta    | Maks Mirnyj | Mahesh Bhupathi Mirjana Lučić   | 6:4, 6:4         |
| Zwyciężczyni | 1998 | US Open         | Twarda       | Maks Mirny  | Patrick Galbraith Lisa Raymond  | 6:2, 6:2         |
| Finalistka   | 1999 | Australian Open | Twarda       | Maks Mirny  | David Adams Mariaan de Swardt   | 6:4, 4:6, 7:6(5) |

### Igrzyska olimpijskie

#### Gra pojedyncza: 1 finał (złoty medal)
| Rezultat | Rok  | Turniej | Nawierzchnia | Przeciwniczka    | Wynik    |
| -------- | ---- | ------- | ------------ | ---------------- | -------- |
| Złoto    | 2012 | Londyn  | Trawiasta    | Marija Szarapowa | 6:0, 6:1 |

#### Gra podwójna: 3 finały (3 złote medale)
| Rezultat | Rok  | Turniej | Nawierzchnia | Partnerka      | Przeciwniczki                                  | Wynik    |
| -------- | ---- | ------- | ------------ | -------------- | ---------------------------------------------- | -------- |
| Złoto    | 2000 | Sydney  | Twarda       | Venus Williams | Kristie Boogert Miriam Oremans                 | 6:1, 6:1 |
| Złoto    | 2008 | Pekin   | Twarda       | Venus Williams | Anabel Medina Garrigues Virginia Ruano Pascual | 6:2, 6:0 |
| Złoto    | 2012 | Londyn  | Trawiasta    | Venus Williams | Andrea Hlaváčková Lucie Hradecká               | 6:4, 6:4 |

### Turniej Mistrzyń

#### Gra pojedyncza: 7 finałów (5–2)
| Rezultat     | Rok  | Turniej         | Nawierzchnia  | Przeciwniczka     | Wynik         |
| ------------ | ---- | --------------- | ------------- | ----------------- | ------------- |
| Zwyciężczyni | 2001 | Monachium       | Twarda (hala) | Lindsay Davenport | Walkower      |
| Finalistka   | 2002 | Los Angeles     | Twarda (hala) | Kim Clijsters     | 5:7, 3:6      |
| Finalistka   | 2004 | Los Angeles (2) | Twarda (hala) | Marija Szarapowa  | 6:4, 2:6, 4:6 |
| Zwyciężczyni | 2009 | Doha            | Twarda        | Venus Williams    | 6:2, 7:6(4)   |
| Zwyciężczyni | 2012 | Stambuł         | Twarda (hala) | Marija Szarapowa  | 6:4, 6:3      |
| Zwyciężczyni | 2013 | Stambuł (2)     | Twarda (hala) | Li Na             | 2:6, 6:3, 6:0 |
| Zwyciężczyni | 2014 | Singapur        | Twarda (hala) | Simona Halep      | 6:3, 6:0      |

### WTA Tier I & Premier Mandatory/Premier 5

#### Gra pojedyncza: 32 (23–9)
| Rezultat     | Rok  | Turniej          | Nawierzchnia  | Przeciwniczka        | Wynik               |
| ------------ | ---- | ---------------- | ------------- | -------------------- | ------------------- |
| Zwyciężczyni | 1999 | Indian Wells     | Twarda        | Steffi Graf          | 6:3, 3:6, 7:5       |
| Finalistka   | 1999 | Miami            | Twarda        | Venus Williams       | 1:6, 6:4, 4:6       |
| Finalistka   | 2000 | Montréal         | Twarda        | Martina Hingis       | 6:0, 3:6, 0:3 krecz |
| Zwyciężczyni | 2001 | Indian Wells (2) | Twarda        | Kim Clijsters        | 4:6, 6:4, 6:2       |
| Zwyciężczyni | 2001 | Toronto          | Twarda        | Jennifer Capriati    | 6:1, 6:7(7), 6:3    |
| Zwyciężczyni | 2002 | Miami            | Twarda        | Jennifer Capriati    | 7:5, 7:6(4)         |
| Finalistka   | 2002 | Berlin           | Ceglana       | Justine Henin        | 2:6, 6:1, 6:7(5)    |
| Zwyciężczyni | 2002 | Rzym             | Ceglana       | Justine Henin        | 7:6(6), 6:4         |
| Zwyciężczyni | 2003 | Miami (2)        | Twarda        | Jennifer Capriati    | 4:6, 6:4, 6:1       |
| Finalistka   | 2003 | Charleston       | Ceglana       | Justine Henin        | 3:6, 4:6            |
| Zwyciężczyni | 2004 | Miami (3)        | Twarda        | Jelena Diemientjewa  | 6:1, 6:1            |
| Zwyciężczyni | 2007 | Miami (4)        | Twarda        | Justine Henin        | 0:6, 7:5, 6:3       |
| Finalistka   | 2007 | Moskwa           | Twarda (hala) | Jelena Diemientjewa  | 7:5, 1:6, 1:6       |
| Zwyciężczyni | 2008 | Miami (5)        | Twarda        | Jelena Janković      | 6:1, 5:7, 6:3       |
| Zwyciężczyni | 2008 | Charleston       | Ceglana       | Wiera Zwonariowa     | 6:4, 3:6, 6:3       |
| Finalistka   | 2009 | Miami            | Twarda        | Wiktoryja Azaranka   | 3:6, 1:6            |
| Zwyciężczyni | 2011 | Toronto (2)      | Hard          | Samantha Stosur      | 6:4, 6:2            |
| Zwyciężczyni | 2012 | Madryt           | Ceglana       | Wiktoryja Azaranka   | 6:1, 6:3            |
| Finalistka   | 2013 | Doha             | Twarda        | Wiktoryja Azaranka   | 6:7(6), 6:2, 3:6    |
| Zwyciężczyni | 2013 | Miami (6)        | Twarda        | Marija Szarapowa     | 4:6, 6:3, 6:0       |
| Zwyciężczyni | 2013 | Madryt (2)       | Ceglana       | Marija Szarapowa     | 6:1, 6:4            |
| Zwyciężczyni | 2013 | Rzym (2)         | Ceglana       | Wiktoryja Azaranka   | 6:1, 6:3            |
| Zwyciężczyni | 2013 | Toronto (3)      | Twarda        | Sorana Cîrstea       | 6:2, 6:0            |
| Finalistka   | 2013 | Cincinnati       | Twarda        | Wiktoryja Azaranka   | 6:2, 2:6, 6:7(6)    |
| Zwyciężczyni | 2013 | Pekin            | Twarda        | Jelena Janković      | 6:2, 6:2            |
| Zwyciężczyni | 2014 | Miami (7)        | Twarda        | Li Na                | 7:5, 6:1            |
| Zwyciężczyni | 2014 | Rzym (3)         | Ceglana       | Sara Errani          | 6:3, 6:0            |
| Zwyciężczyni | 2014 | Cincinnati       | Twarda        | Ana Ivanović         | 6:4, 6:1            |
| Zwyciężczyni | 2015 | Miami (8)        | Twarda        | Carla Suárez Navarro | 6:2, 6:0            |
| Zwyciężczyni | 2015 | Cincinnati (2)   | Twarda        | Simona Halep         | 6:3, 7:6(5)         |
| Finalistka   | 2016 | Indian Wells (3) | Twarda        | Wiktoryja Azaranka   | 4:6, 4:6            |
| Zwyciężczyni | 2016 | Rzym (4)         | Ceglana       | Madison Keys         | 7:6(5), 6:3         |

#### Gra podwójna: 2 (2–0)
| Rezultat     | Rok  | Turniej | Nawierzchnia    | Partnerka      | Przeciwniczki                     | Wynik         |
| ------------ | ---- | ------- | --------------- | -------------- | --------------------------------- | ------------- |
| Zwyciężczyni | 1998 | Zürich  | Dywanowa (hala) | Venus Williams | Mariaan de Swardt Ołena Tatarkowa | 5:7, 6:1, 6:3 |
| Zwyciężczyni | 2010 | Madryt  | Ceglana         | Venus Williams | Gisela Dulko Flavia Pennetta      | 6:2, 7:5      |

## Finały turniejów WTA
| Legenda                     | Legenda |
| --------------------------- | ------- |
| Wielki Szlem                |         |
| Igrzyska olimpijskie        |         |
| WTA Tour Championships      |         |
| Puchar Wielkiego Szlema     |         |
| 1988 – 2008                 |         |
| Kategoria I                 |         |
| Kategoria II                |         |
| Kategoria III               |         |
| Kategoria IV                |         |
| Kategoria V                 |         |
| 2009 – 2020                 |         |
| WTA Premier Mandatory       |         |
| WTA Premier 5               |         |
| WTA Premier                 |         |
| WTA International Series    |         |
| WTA 125K series (2012–2020) |         |

### Gra pojedyncza 98 (73–25)
| Końcowy wynik | Nr  | Data                 | Turniej         | Nawierzchnia    | Przeciwniczka            | Wynik finału        |
| ------------- | --- | -------------------- | --------------- | --------------- | ------------------------ | ------------------- |
| Zwyciężczyni  | 1.  | 28 lutego 1999       | Paryż           | Dywanowa (hala) | Amélie Mauresmo          | 6:2, 3:6, 7:6(4)    |
| Zwyciężczyni  | 2.  | 13 marca 1999        | Indian Wells    | Twarda          | Steffi Graf              | 6:3, 3:6, 7:5       |
| Finalistka    | 1.  | 28 marca 1999        | Miami           | Twarda          | Venus Williams           | 1:6, 6:4, 4:6       |
| Zwyciężczyni  | 3.  | 15 sierpnia 1999     | Los Angeles     | Twarda          | Julie Halard-Decugis     | 6:1, 6:4            |
| Zwyciężczyni  | 4.  | 11 września 1999     | US Open         | Twarda          | Martina Hingis           | 6:3, 7:6(4)         |
| Zwyciężczyni  | 5.  | 3 października 1999  | Monachium       | Twarda (hala)   | Venus Williams           | 6:1, 3:6, 6:3       |
| Finalistka    | 2.  | 13 lutego 2000       | Paryż           | Dywanowa (hala) | Nathalie Tauziat         | 5:7, 2:6            |
| Zwyciężczyni  | 6.  | 20 lutego 2000       | Hanower         | Dywanowa (hala) | Denisa Chládková         | 6:1, 6:1            |
| Zwyciężczyni  | 7.  | 13 sierpnia 2000     | Los Angeles     | Twarda          | Lindsay Davenport        | 4:6, 6:4, 7:6(1)    |
| Finalistka    | 3.  | 20 sierpnia 2000     | Montreal        | Twarda          | Martina Hingis           | 6:0, 3:6, 0:3 krecz |
| Zwyciężczyni  | 8.  | 8 października 2000  | Tokio (Toyota)  | Twarda          | Julie Halard-Decugis     | 7:5, 6:1            |
| Zwyciężczyni  | 9.  | 17 marca 2001        | Indian Wells    | Twarda          | Kim Clijsters            | 4:6, 6:4, 6:2       |
| Zwyciężczyni  | 10. | 20 sierpnia 2000     | Toronto         | Twarda          | Jennifer Capriati        | 6:1, 6:7(7), 6:3    |
| Finalistka    | 4.  | 8 września 2001      | US Open         | Twarda          | Venus Williams           | 2:6, 4:6            |
| Zwyciężczyni  | 11. | 4 listopada 2001     | Monachium       | Dywanowa (hala) | Lindsay Davenport        | walkower            |
| Zwyciężczyni  | 12. | 3 marca 2002         | Scottsdale      | Twarda          | Jennifer Capriati        | 6:2, 4:6, 6:4       |
| Zwyciężczyni  | 13. | 1 kwietnia 2002      | Miami           | Twarda          | Jennifer Capriati        | 7:5, 7:6(4)         |
| Finalistka    | 5.  | 6 maja 2002          | Berlin          | Ceglana         | Justine Henin            | 2:6, 6:1, 6:7(5)    |
| Zwyciężczyni  | 14. | 19 maja 2002         | Rzym            | Ceglana         | Justine Henin            | 7:6(6), 6:4         |
| Zwyciężczyni  | 15. | 9 czerwca 2002       | French Open     | Ceglana         | Venus Williams           | 7:5, 6:3            |
| Zwyciężczyni  | 16. | 7 lipca 2002         | Wimbledon       | Trawiasta       | Venus Williams           | 7:6(4), 6:3         |
| Zwyciężczyni  | 17. | 8 września 2002      | US Open         | Twarda          | Venus Williams           | 6:4, 6:3            |
| Zwyciężczyni  | 18. | 22 września 2002     | Tokio (Toyota)  | Twarda          | Kim Clijsters            | 2:6, 6:3, 6:3       |
| Zwyciężczyni  | 19. | 29 września 2002     | Lipsk           | Dywanowa (hala) | Anastasija Myskina       | 6:3, 6:2            |
| Finalistka    | 7.  | 11 listopada 2002    | Los Angeles     | Twarda (hala)   | Kim Clijsters            | 5:7, 3:6            |
| Zwyciężczyni  | 20. | 26 stycznia 2003     | Australian Open | Twarda          | Venus Williams           | 7:6(4), 3:6, 6:4    |
| Zwyciężczyni  | 21. | 9 lutego 2003        | Paryż           | Dywanowa (hala) | Amélie Mauresmo          | 6:3, 6:2            |
| Zwyciężczyni  | 22. | 29 marca 2003        | Miami           | Twarda          | Jennifer Capriati        | 4:6, 6:4, 6:1       |
| Finalistka    | 7.  | 13 kwietnia 2003     | Charleston      | Ceglana         | Justine Henin            | 3:6, 4:6            |
| Zwyciężczyni  | 23. | 6 lipca 2003         | Wimbledon       | Trawiasta       | Venus Williams           | 4:6, 6:4, 6:2       |
| Zwyciężczyni  | 24. | 4 kwietnia 2004      | Miami           | Twarda          | Jelena Diemientjewa      | 6:1, 6:1            |
| Finalistka    | 8.  | 3 lipca 2004         | Wimbledon       | Trawiasta       | Marija Szarapowa         | 1:6, 4:6            |
| Finalistka    | 9.  | 25 lipca 2004        | Los Angeles     | Twarda          | Lindsay Davenport        | 1:6, 3:6            |
| Zwyciężczyni  | 25. | 26 września 2004     | Pekin           | Twarda          | Swietłana Kuzniecowa     | 4:6, 7:5, 6:4       |
| Finalistka    | 10. | 8 listopada 2004     | Los Angeles     | Twarda (hala)   | Marija Szarapowa         | 6:4, 2:6, 4:6       |
| Zwyciężczyni  | 26. | 29 stycznia 2005     | Australian Open | Twarda          | Lindsay Davenport        | 2:6, 6:3, 6:0       |
| Zwyciężczyni  | 27. | 27 stycznia 2007     | Australian Open | Twarda          | Marija Szarapowa         | 6:2, 6:1            |
| Zwyciężczyni  | 28. | 31 marca 2007        | Miami           | Twarda          | Justine Henin            | 0:6, 7:5, 6:3       |
| Finalistka    | 11. | 14 października 2007 | Moskwa          | Dywanowa (hala) | Jelena Diemientjewa      | 7:5, 1:6, 1:6       |
| Zwyciężczyni  | 29. | 9 marca 2008         | Bangalore       | Twarda          | Patty Schnyder           | 7:5, 6:3            |
| Zwyciężczyni  | 30. | 5 kwietnia 2008      | Miami           | Twarda          | Jelena Janković          | 6:1, 5:7, 6:3       |
| Zwyciężczyni  | 31. | 20 kwietnia 2008     | Charleston      | Ceglana         | Wiera Zwonariowa         | 6:4, 3:6, 6:3       |
| Finalistka    | 12. | 5 lipca 2008         | Wimbledon       | Trawiasta       | Venus Williams           | 5:7, 4:6            |
| Zwyciężczyni  | 32. | 7 września 2008      | US Open         | Twarda          | Jelena Janković          | 6:4, 7:5            |
| Zwyciężczyni  | 33. | 30 stycznia 2009     | Australian Open | Twarda          | Dinara Safina            | 6:0, 6:3            |
| Finalistka    | 13. | 5 kwietnia 2009      | Miami           | Twarda          | Wiktoryja Azaranka       | 3:6, 1:6            |
| Zwyciężczyni  | 34. | 5 lipca 2009         | Wimbledon       | Trawiasta       | Venus Williams           | 7:6(3), 6:2         |
| Zwyciężczyni  | 35. | 1 listopada 2009     | Doha            | Twarda          | Venus Williams           | 6:2, 7:6(4)         |
| Finalistka    | 14. | 15 stycznia 2010     | Sydney          | Twarda          | Jelena Diemientjewa      | 3:6, 2:6            |
| Zwyciężczyni  | 36. | 30 stycznia 2010     | Australian Open | Twarda          | Justine Henin            | 6:4, 3:6, 6:2       |
| Zwyciężczyni  | 37. | 3 lipca 2010         | Wimbledon       | Trawiasta       | Wiera Zwonariowa         | 6:3, 6:2            |
| Zwyciężczyni  | 38. | 31 lipca 2011        | Stanford        | Twarda          | Marion Bartoli           | 7:5, 6:1            |
| Zwyciężczyni  | 39. | 14 sierpnia 2011     | Toronto         | Twarda          | Samantha Stosur          | 6:4, 6:2            |
| Finalistka    | 15. | 11 września 2011     | US Open         | Twarda          | Samantha Stosur          | 2:6, 3:6            |
| Zwyciężczyni  | 40. | 7 kwietnia 2012      | Charleston      | Ceglana         | Lucie Šafářová           | 6:0, 6:1            |
| Zwyciężczyni  | 41. | 13 maja 2012         | Madryt          | Ceglana         | Wiktoryja Azaranka       | 6:1, 6:3            |
| Zwyciężczyni  | 42. | 7 lipca 2012         | Wimbledon       | Trawiasta       | Agnieszka Radwańska      | 6:1, 5:7, 6:2       |
| Zwyciężczyni  | 43. | 15 lipca 2012        | Stanford        | Twarda          | Coco Vandeweghe          | 7:5, 6:3            |
| Zwyciężczyni  | 44. | 5 sierpnia 2012      | Londyn          | Trawiasta       | Marija Szarapowa         | 6:0, 6:1            |
| Zwyciężczyni  | 45. | 9 września 2012      | US Open         | Twarda          | Wiktoryja Azaranka       | 6:2, 2:6, 7:5       |
| Zwyciężczyni  | 46. | 28 października 2012 | Stambuł         | Twarda (hala)   | Marija Szarapowa         | 6:4, 6:3            |
| Zwyciężczyni  | 47. | 5 stycznia 2013      | Brisbane        | Twarda          | Anastasija Pawluczenkowa | 6:2, 6:1            |
| Finalistka    | 16. | 17 lutego 2013       | Doha            | Twarda          | Wiktoryja Azaranka       | 6:7(6), 6:2, 3:6    |
| Zwyciężczyni  | 48. | 30 marca 2013        | Miami           | Twarda          | Marija Szarapowa         | 4:6, 6:3, 6:0       |
| Zwyciężczyni  | 49. | 7 kwietnia 2013      | Charleston      | Ceglana         | Jelena Janković          | 3:6, 6:0, 6:2       |
| Zwyciężczyni  | 50. | 12 maja 2013         | Madryt          | Twarda          | Marija Szarapowa         | 6:1, 6:4            |
| Zwyciężczyni  | 51. | 19 maja 2013         | Rzym            | Ceglana         | Wiktoryja Azaranka       | 6:1, 6:3            |
| Zwyciężczyni  | 52. | 8 czerwca 2013       | French Open     | Ceglana         | Marija Szarapowa         | 6:4, 6:4            |
| Zwyciężczyni  | 53. | 22 lipca 2013        | Båstad          | Ceglana         | Johanna Larsson          | 6:4, 6:1            |
| Zwyciężczyni  | 54. | 11 sierpnia 2013     | Toronto         | Twarda          | Sorana Cîrstea           | 6:2, 6:0            |
| Finalistka    | 17. | 18 sierpnia 2013     | Cincinnati      | Twarda          | Wiktoryja Azaranka       | 6:2, 2:6, 6:7(6)    |
| Zwyciężczyni  | 55. | 8 września 2013      | US Open         | Twarda          | Wiktoryja Azaranka       | 7:5, 6:7(6), 6:1    |
| Zwyciężczyni  | 56. | 6 października 2013  | Pekin           | Twarda          | Jelena Janković          | 6:2, 6:2            |
| Zwyciężczyni  | 57. | 27 października 2013 | Stambuł         | Twarda (hala)   | Li Na                    | 2:6, 6:3, 6:0       |
| Zwyciężczyni  | 58. | 4 stycznia 2014      | Brisbane        | Twarda          | Wiktoryja Azaranka       | 6:4, 7:5            |
| Zwyciężczyni  | 59. | 29 marca 2014        | Miami           | Twarda          | Li Na                    | 7:5, 6:1            |
| Zwyciężczyni  | 60. | 18 maja 2014         | Rzym            | Ceglana         | Sara Errani              | 6:3, 6:0            |
| Zwyciężczyni  | 61. | 3 sierpnia 2014      | Stanford        | Twarda          | Angelique Kerber         | 7:6(1), 6:3         |
| Zwyciężczyni  | 62. | 17 sierpnia 2014     | Cincinnati      | Twarda          | Ana Ivanović             | 6:4, 6:1            |
| Zwyciężczyni  | 63. | 7 września 2014      | US Open         | Twarda          | Caroline Wozniacki       | 6:3, 6:3            |
| Zwyciężczyni  | 64. | 26 października 2014 | Singapur        | Twarda (hala)   | Simona Halep             | 6:3, 6:0            |
| Zwyciężczyni  | 65. | 31 stycznia 2015     | Australian Open | Twarda          | Marija Szarapowa         | 6:3, 7:6(5)         |
| Zwyciężczyni  | 66. | 3 kwietnia 2015      | Miami           | Twarda          | Carla Suárez Navarro     | 6:2, 6:0            |
| Zwyciężczyni  | 67. | 6 czerwca 2015       | French Open     | Ceglana         | Lucie Šafářová           | 6:3, 6:7(2), 6:2    |
| Zwyciężczyni  | 68. | 11 lipca 2015        | Wimbledon       | Trawiasta       | Garbiñe Muguruza         | 6:4, 6:4            |
| Zwyciężczyni  | 69. | 23 sierpnia 2015     | Cincinnati      | Twarda          | Simona Halep             | 6:3, 7:6(5)         |
| Finalistka    | 18. | 30 stycznia 2016     | Australian Open | Twarda          | Angelique Kerber         | 4:6, 6:3, 4:6       |
| Finalistka    | 19. | 20 marca 2016        | Indian Wells    | Twarda          | Wiktoryja Azaranka       | 4:6, 4:6            |
| Zwyciężczyni  | 70. | 15 maja 2016         | Rzym            | Ceglana         | Madison Keys             | 7:6(5), 6:3         |
| Finalistka    | 20. | 4 czerwca 2016       | French Open     | Ceglana         | Garbiñe Muguruza         | 5:7, 4:6            |
| Zwyciężczyni  | 71. | 9 lipca 2016         | Wimbledon       | Trawiasta       | Angelique Kerber         | 7:5, 6:3            |
| Zwyciężczyni  | 72. | 28 stycznia 2017     | Australian Open | Twarda          | Venus Williams           | 6:4, 6:4            |
| Finalistka    | 21. | 14 lipca 2018        | Wimbledon       | Trawiasta       | Angelique Kerber         | 3:6, 3:6            |
| Finalistka    | 22. | 8 września 2018      | US Open         | Twarda          | Naomi Ōsaka              | 2:6, 4:6            |
| Finalistka    | 23. | 13 lipca 2019        | Wimbledon       | Trawiasta       | Simona Halep             | 2:6, 2:6            |
| Finalistka    | 24. | 11 sierpnia 2019     | Toronto         | Twarda          | Bianca Andreescu         | 1:3 krecz           |
| Finalistka    | 25. | 7 września 2019      | US Open         | Twarda          | Bianca Andreescu         | 3:6, 5:7            |
| Zwyciężczyni  | 73. | 12 stycznia 2020     | Auckland        | Twarda          | Jessica Pegula           | 6:3, 6:4            |

### Gra mieszana 4 (2–2)
| Końcowy wynik | Nr | Data             | Turniej         | Nawierzchnia | Partner    | Przeciwnicy                     | Wynik finału     |
| ------------- | -- | ---------------- | --------------- | ------------ | ---------- | ------------------------------- | ---------------- |
| Finalistka    | 1. | 6 czerwca 1998   | French Open     | Ceglana      | Luis Lobo  | Venus Williams Justin Gimelstob | 4:6, 4:6         |
| Zwyciężczyni  | 1. | 4 lipca 1998     | Wimbledon       | Trawiasta    | Maks Mirny | Mirjana Lučić Mahesh Bhupathi   | 6:4, 6:4         |
| Zwyciężczyni  | 2. | 12 września 1998 | US Open         | Twarda       | Maks Mirny | Lisa Raymond Patrick Galbraith  | 6:2, 6:2         |
| Finalistka    | 2. | 30 stycznia 1999 | Australian Open | Twarda       | Maks Mirny | Mariaan de Swardt David Adams   | 4:6, 6:4, 6:7(5) |

## Mecze zakończone bez straty gema (6:0, 6:0)
| Rezultat   | Rok  | Lp. | Turniej                                                         | Nawierzchnia | Przeciwniczka            | Ranking | Wynik       |
| ---------- | ---- | --- | --------------------------------------------------------------- | ------------ | ------------------------ | ------- | ----------- |
| Zwycięstwo | 1998 | 1.  | LA Women’s Tennis Championships, Los Angeles, Stany Zjednoczone | Twarda       | Łarysa Sawczenko-Neiland | 90      | 1. runda    |
| Zwycięstwo | 2003 | 2.  | French Open, Paryż, Francja                                     | Ceglana      | Barbara Schett           | 51      | 3. runda    |
| Zwycięstwo | 2007 | 3.  | Porsche Tennis Grand Prix, Stuttgart, Niemcy                    | Twarda       | Zuzana Ondrášková        | 140     | 1. runda    |
| Zwycięstwo | 2011 | 4.  | Bank of the West Classic, Stanford, USA                         | Twarda       | Anastasija Rodionowa     | 105     | 1. runda    |
| Zwycięstwo | 2012 | 5.  | US Open, Nowy Jork, USA                                         | Twarda       | Andrea Hlaváčková        | 82      | 4. runda    |
| Zwycięstwo | 2013 | 6.  | Australian Open, Melbourne, Australia                           | Twarda       | Edina Gallovits-Hall     | 110     | 1. runda    |
| Zwycięstwo | 2013 | 7.  | US Open, Nowy Jork, USA                                         | Twarda       | Carla Suárez Navarro     | 20      | Ćwierćfinał |

## Historia występów
| A  | = nie uczestniczyła w turnieju |
| LQ | = odpadła w kwalifikacjach     |
| xR | = x runda (x – numer rundy)    |
| QF | = ćwierćfinał                  |
| SF | = półfinał                     |
| F  | = finał                        |
| W  | = zwycięstwo                   |

| a  | Lista obejmuje tylko te turnieje WTA Tier I w których zawodniczka wystąpiła.               |
|    |                                                                                            |
| Q  | Do turnieju głównego dostała się przez kwalifikacje.                                       |
| LL | Do turnieju głównego dostała się jako szczęśliwa przegrana, mimo porażki w kwalifikacjach. |
| WC | Do turnieju dostała się dzięki dzikiej karcie.                                             |

### Gra pojedyncza
| Tournament                 | 1995                      | 1996                      | 1997                      | 1998                      | 1999                      | 2000                      | 2001                      | 2002                      | 2003                      | 2004                      | 2005                      | 2006                      | 2007                      | 2008                      | 2009                              | 2010                              | 2011                              | 2012                              | 2013                              | 2014                              | 2015                              | 2016                              | 2017                              | 2018                              | 2019                              | 2020                              | 2021                              | 2022                              | Suma Zw.-Por. |         |
| -------------------------- | ------------------------- | ------------------------- | ------------------------- | ------------------------- | ------------------------- | ------------------------- | ------------------------- | ------------------------- | ------------------------- | ------------------------- | ------------------------- | ------------------------- | ------------------------- | ------------------------- | --------------------------------- | --------------------------------- | --------------------------------- | --------------------------------- | --------------------------------- | --------------------------------- | --------------------------------- | --------------------------------- | --------------------------------- | --------------------------------- | --------------------------------- | --------------------------------- | --------------------------------- | --------------------------------- | ------------- | ------- |
| Wielki Szlem               |                           |                           |                           |                           |                           |                           |                           |                           |                           |                           |                           |                           |                           |                           |                                   |                                   |                                   |                                   |                                   |                                   |                                   |                                   |                                   |                                   |                                   |                                   |                                   |                                   |               |         |
| Australian Open            | Nieobecna                 | Nieobecna                 | Nieobecna                 | 2R                        | 3R                        | 4R                        | QF                        | A                         | W                         | A                         | W                         | 3R                        | W                         | QF                        | W                                 | W                                 | A                                 | 4R                                | QF                                | 4R                                | W                                 | F                                 | W                                 | A                                 | QF                                | 3R                                | SF                                | A                                 | 92–13         |         |
| French Open                | Nieobecna                 | Nieobecna                 | Nieobecna                 | 4R                        | 3R                        | A                         | QF                        | W                         | SF                        | QF                        | A                         | A                         | QF                        | 3R                        | QF                                | QF                                | A                                 | 1R                                | W                                 | 2R                                | W                                 | F                                 | A                                 | 4R                                | 3R                                | 2R                                | 4R                                | A                                 | 69–14         |         |
| Wimbledon                  | Nieobecna                 | Nieobecna                 | Nieobecna                 | 3R                        | A                         | SF                        | QF                        | W                         | W                         | F                         | 3R                        | A                         | QF                        | F                         | W                                 | W                                 | 4R                                | W                                 | 4R                                | 3R                                | W                                 | W                                 | A                                 | F                                 | F                                 | NR                                | 1R                                | 1R                                | 98–14         |         |
| US Open                    | Nieobecna                 | Nieobecna                 | Nieobecna                 | 3R                        | W                         | QF                        | F                         | W                         | A                         | QF                        | 4R                        | 4R                        | QF                        | W                         | SF                                | A                                 | F                                 | W                                 | W                                 | W                                 | SF                                | SF                                | A                                 | F                                 | F                                 | SF                                | A                                 | 3R                                | 108–15        |         |
| Zw.-Por.                   | 0–0                       | 0–0                       | 0–0                       | 8–4                       | 11–2                      | 12–3                      | 18–4                      | 21–0                      | 19–1                      | 14–3                      | 12–2                      | 5–2                       | 19–3                      | 19–3                      | 23–2                              | 18–1                              | 9–2                               | 17–2                              | 21–2                              | 13–3                              | 26–1                              | 24–3                              | 7–0                               | 15–2                              | 18–4                              | 8–2                               | 8–3                               | 2–2                               | 367–56        |         |
| Igrzyska olimpijskie       |                           |                           |                           |                           |                           |                           |                           |                           |                           |                           |                           |                           |                           |                           |                                   |                                   |                                   |                                   |                                   |                                   |                                   |                                   |                                   |                                   |                                   |                                   |                                   |                                   |               |         |
| Igrzyska Olimpijskie       | NR                        | A                         | Nie rozgrywane            | Nie rozgrywane            | Nie rozgrywane            | A                         | Nie rozgrywane            | Nie rozgrywane            | Nie rozgrywane            | A                         | Nie rozgrywane            | Nie rozgrywane            | Nie rozgrywane            | QF                        | Nie rozgrywane                    | Nie rozgrywane                    | Nie rozgrywane                    | Z                                 | Nie rozgrywane                    | Nie rozgrywane                    | Nie rozgrywane                    | 3R                                | Nie rozgrywane                    | Nie rozgrywane                    | Nie rozgrywane                    | Nie rozgrywane                    | A                                 | NR                                | 11–2          |         |
| Turniej Mistrzyń           |                           |                           |                           |                           |                           |                           |                           |                           |                           |                           |                           |                           |                           |                           |                                   |                                   |                                   |                                   |                                   |                                   |                                   |                                   |                                   |                                   |                                   |                                   |                                   |                                   |               |         |
| WTA Championships          | Nie zakwalifikowana       | Nie zakwalifikowana       | Nie zakwalifikowana       | Nie zakwalifikowana       | A                         | A                         | W                         | F                         | A                         | F                         | DNQ                       | DNQ                       | RR                        | RR                        | W                                 | A                                 | DNQ                               | W                                 | W                                 | W                                 | A                                 | A                                 | DNQ                               | DNQ                               | DNQ                               | NR                                | A                                 |                                   | 29–6          |         |
| Turnieje WTA 1000          |                           |                           |                           |                           |                           |                           |                           |                           |                           |                           |                           |                           |                           |                           |                                   |                                   |                                   |                                   |                                   |                                   |                                   |                                   |                                   |                                   |                                   |                                   |                                   |                                   |               |         |
| Doha                       | Nie rozgrywane/Nie Tier I | Nie rozgrywane/Nie Tier I | Nie rozgrywane/Nie Tier I | Nie rozgrywane/Nie Tier I | Nie rozgrywane/Nie Tier I | Nie rozgrywane/Nie Tier I | Nie rozgrywane/Nie Tier I | Nie rozgrywane/Nie Tier I | Nie rozgrywane/Nie Tier I | Nie rozgrywane/Nie Tier I | Nie rozgrywane/Nie Tier I | Nie rozgrywane/Nie Tier I | Nie rozgrywane/Nie Tier I | A                         | NR/NTI                            | NR/NTI                            | NR/NTI                            | A                                 | F                                 | A                                 | NP5                               | A                                 | NP5                               | A                                 | NP5                               | A                                 | 500                               | A                                 | 4–1           |         |
| Dubaj                      | Nie rozgrywane/Nie Tier I | Nie rozgrywane/Nie Tier I | Nie rozgrywane/Nie Tier I | Nie rozgrywane/Nie Tier I | Nie rozgrywane/Nie Tier I | Nie rozgrywane/Nie Tier I | Nie rozgrywane/Nie Tier I | Nie rozgrywane/Nie Tier I | Nie rozgrywane/Nie Tier I | Nie rozgrywane/Nie Tier I | Nie rozgrywane/Nie Tier I | Nie rozgrywane/Nie Tier I | Nie rozgrywane/Nie Tier I | Nie rozgrywane/Nie Tier I | SF                                | A                                 | A                                 | NP5                               | NP5                               | NP5                               | A                                 | NP5                               | A                                 | NP5                               | A                                 | NP5                               | A                                 | 500                               | 3–1           |         |
| Indian Wells               | NTI                       | A                         | LQ                        | A                         | W                         | QF                        | W                         | Bojkot                    | Bojkot                    | Bojkot                    | Bojkot                    | Bojkot                    | Bojkot                    | Bojkot                    | Bojkot                            | Bojkot                            | Bojkot                            | Bojkot                            | Bojkot                            | Bojkot                            | SF                                | F                                 | A                                 | 3R                                | 3R                                | NR                                | A                                 | A                                 | 26–5          |         |
| Miami                      | Nieobecna                 | Nieobecna                 | Nieobecna                 | QF                        | F                         | 4R                        | QF                        | W                         | W                         | W                         | QF                        | A                         | W                         | W                         | F                                 | A                                 | A                                 | QF                                | W                                 | W                                 | W                                 | 4R                                | A                                 | 1R                                | 3R                                | NR                                | A                                 | A                                 | 76–9          |         |
| Madryt                     | Nie rozgrywane/Nie Tier I | Nie rozgrywane/Nie Tier I | Nie rozgrywane/Nie Tier I | Nie rozgrywane/Nie Tier I | Nie rozgrywane/Nie Tier I | Nie rozgrywane/Nie Tier I | Nie rozgrywane/Nie Tier I | Nie rozgrywane/Nie Tier I | Nie rozgrywane/Nie Tier I | Nie rozgrywane/Nie Tier I | Nie rozgrywane/Nie Tier I | Nie rozgrywane/Nie Tier I | Nie rozgrywane/Nie Tier I | Nie rozgrywane/Nie Tier I | 1R                                | 3R                                | A                                 | W                                 | W                                 | QF                                | SF                                | A                                 | A                                 | A                                 | A                                 | NR                                | A                                 | A                                 | 21–3          |         |
| Rzym                       | Nieobecna                 | Nieobecna                 | Nieobecna                 | QF                        | QF                        | A                         | A                         | W                         | SF                        | SF                        | 2R                        | A                         | QF                        | QF                        | 2R                                | SF                                | A                                 | SF                                | W                                 | W                                 | 3R                                | W                                 | A                                 | A                                 | 2R                                | A                                 | 2R                                | A                                 | 44–9          |         |
| Toronto/Montreal           | Nieobecna                 | Nieobecna                 | Nieobecna                 | Nieobecna                 | Nieobecna                 | F                         | W                         | Nieobecna                 | Nieobecna                 | Nieobecna                 | 3R                        | Nieobecna                 | Nieobecna                 | Nieobecna                 | SF                                | A                                 | W                                 | A                                 | W                                 | SF                                | SF                                | A                                 | A                                 | A                                 | F                                 | NR                                | A                                 | 2R                                | 35–7          |         |
| Cincinnati                 | Nie rozgrywane/Nie Tier I | Nie rozgrywane/Nie Tier I | Nie rozgrywane/Nie Tier I | Nie rozgrywane/Nie Tier I | Nie rozgrywane/Nie Tier I | Nie rozgrywane/Nie Tier I | Nie rozgrywane/Nie Tier I | Nie rozgrywane/Nie Tier I | Nie rozgrywane/Nie Tier I | Nie rozgrywane/Nie Tier I | Nie rozgrywane/Nie Tier I | Nie rozgrywane/Nie Tier I | Nie rozgrywane/Nie Tier I | Nie rozgrywane/Nie Tier I | 3R                                | A                                 | 2R                                | QF                                | F                                 | W                                 | W                                 | A                                 | A                                 | 2R                                | A                                 | 3R                                | A                                 | 1R                                | 20–7          |         |
| Guadalajara                | Nie rozgrywane            | Nie rozgrywane            | Nie rozgrywane            | Nie rozgrywane            | Nie rozgrywane            | Nie rozgrywane            | Nie rozgrywane            | Nie rozgrywane            | Nie rozgrywane            | Nie rozgrywane            | Nie rozgrywane            | Nie rozgrywane            | Nie rozgrywane            | Nie rozgrywane            | Nie rozgrywane                    | Nie rozgrywane                    | Nie rozgrywane                    | Nie rozgrywane                    | Nie rozgrywane                    | Nie rozgrywane                    | Nie rozgrywane                    | Nie rozgrywane                    | Nie rozgrywane                    | Nie rozgrywane                    | Nie rozgrywane                    | Nie rozgrywane                    | Nie rozgrywane                    |                                   | 0–0           |         |
| Wuhan                      | Nie rozgrywane            | Nie rozgrywane            | Nie rozgrywane            | Nie rozgrywane            | Nie rozgrywane            | Nie rozgrywane            | Nie rozgrywane            | Nie rozgrywane            | Nie rozgrywane            | Nie rozgrywane            | Nie rozgrywane            | Nie rozgrywane            | Nie rozgrywane            | Nie rozgrywane            | Nie rozgrywane                    | Nie rozgrywane                    | Nie rozgrywane                    | Nie rozgrywane                    | Nie rozgrywane                    | 2R                                | A                                 | A                                 | A                                 | A                                 | A                                 | Nie rozgrywane                    | Nie rozgrywane                    | Nie rozgrywane                    | 0–1           |         |
| Pekin                      | Nie rozgrywane/Nie Tier I | Nie rozgrywane/Nie Tier I | Nie rozgrywane/Nie Tier I | Nie rozgrywane/Nie Tier I | Nie rozgrywane/Nie Tier I | Nie rozgrywane/Nie Tier I | Nie rozgrywane/Nie Tier I | Nie rozgrywane/Nie Tier I | Nie rozgrywane/Nie Tier I | Nie rozgrywane/Nie Tier I | Nie rozgrywane/Nie Tier I | Nie rozgrywane/Nie Tier I | Nie rozgrywane/Nie Tier I | Nie rozgrywane/Nie Tier I | 3R                                | Nieobecna                         | Nieobecna                         | Nieobecna                         | W                                 | QF                                | A                                 | A                                 | A                                 | A                                 | A                                 | Nie rozgrywane                    | Nie rozgrywane                    | Nie rozgrywane                    | 11–1          |         |
| Byłe turnieje WTA Tier I a |                           |                           |                           |                           |                           |                           |                           |                           |                           |                           |                           |                           |                           |                           |                                   |                                   |                                   |                                   |                                   |                                   |                                   |                                   |                                   |                                   |                                   |                                   |                                   |                                   |               |         |
| Charleston                 | Zawodniczka nieobecna     | Zawodniczka nieobecna     | Zawodniczka nieobecna     | Zawodniczka nieobecna     | Zawodniczka nieobecna     | Zawodniczka nieobecna     | Zawodniczka nieobecna     | QF                        | F                         | 3R                        | Nieobecna                 | Nieobecna                 | 1R                        | W                         | Nie Tier I                        | Nie Tier I                        | Nie Tier I                        | Nie Tier I                        | Nie Tier I                        | Nie Tier I                        | Nie Tier I                        | Nie Tier I                        | Nie Tier I                        | Nie Tier I                        | Nie Tier I                        | Nie Tier I                        | Nie Tier I                        | Nie Tier I                        | 12–3          |         |
| Berlin                     | Nieobecna                 | Nieobecna                 | Nieobecna                 | Nieobecna                 | QF                        | A                         | A                         | F                         | Nieobecna                 | Nieobecna                 | Nieobecna                 | Nieobecna                 | Nieobecna                 | QF                        | Nie rozegrano                     | Nie rozegrano                     | Nie rozegrano                     | Nie rozegrano                     | Nie rozegrano                     | Nie rozegrano                     | Nie rozegrano                     | Nie rozegrano                     | Nie rozegrano                     | Nie rozegrano                     | Nie rozegrano                     | Nie rozegrano                     | Nie rozegrano                     | Nie rozegrano                     | 7–3           |         |
| San Diego                  | Nie rozegrano/Nie Tier I  | Nie rozegrano/Nie Tier I  | Nie rozegrano/Nie Tier I  | Nie rozegrano/Nie Tier I  | Nie rozegrano/Nie Tier I  | Nie rozegrano/Nie Tier I  | Nie rozegrano/Nie Tier I  | Nie rozegrano/Nie Tier I  | Nie rozegrano/Nie Tier I  | QF                        | Nieobecna                 | Nieobecna                 | Nieobecna                 | Nie rozegrano/Nie Tier I  | Nie rozegrano/Nie Tier I          | Nie rozegrano/Nie Tier I          | Nie rozegrano/Nie Tier I          | Nie rozegrano/Nie Tier I          | Nie rozegrano/Nie Tier I          | Nie rozegrano/Nie Tier I          | Nie rozegrano/Nie Tier I          | Nie rozegrano/Nie Tier I          | Nie rozegrano/Nie Tier I          | Nie rozegrano/Nie Tier I          | Nie rozegrano/Nie Tier I          | Nie rozegrano/Nie Tier I          | Nie rozegrano/Nie Tier I          | Nie rozegrano/Nie Tier I          | 2–1           |         |
| Zurych                     | A                         | A                         | LQ                        | Zawodniczka nieobecna     | Zawodniczka nieobecna     | Zawodniczka nieobecna     | Zawodniczka nieobecna     | Zawodniczka nieobecna     | Zawodniczka nieobecna     | Zawodniczka nieobecna     | Zawodniczka nieobecna     | Zawodniczka nieobecna     | 3R                        | Nie rozegrano/Nie Tier I  | Nie rozegrano/Nie Tier I          | Nie rozegrano/Nie Tier I          | Nie rozegrano/Nie Tier I          | Nie rozegrano/Nie Tier I          | Nie rozegrano/Nie Tier I          | Nie rozegrano/Nie Tier I          | Nie rozegrano/Nie Tier I          | Nie rozegrano/Nie Tier I          | Nie rozegrano/Nie Tier I          | Nie rozegrano/Nie Tier I          | Nie rozegrano/Nie Tier I          | Nie rozegrano/Nie Tier I          | Nie rozegrano/Nie Tier I          | Nie rozegrano/Nie Tier I          | 2–1           |         |
| Moskwa                     | A                         | A                         | 1R                        | Zawodniczka nieobecna     | Zawodniczka nieobecna     | Zawodniczka nieobecna     | Zawodniczka nieobecna     | Zawodniczka nieobecna     | Zawodniczka nieobecna     | Zawodniczka nieobecna     | Zawodniczka nieobecna     | Zawodniczka nieobecna     | F                         | Nie rozegrano/Nie Tier I  | Nie rozegrano/Nie Tier I          | Nie rozegrano/Nie Tier I          | Nie rozegrano/Nie Tier I          | Nie rozegrano/Nie Tier I          | Nie rozegrano/Nie Tier I          | Nie rozegrano/Nie Tier I          | Nie rozegrano/Nie Tier I          | Nie rozegrano/Nie Tier I          | Nie rozegrano/Nie Tier I          | Nie rozegrano/Nie Tier I          | Nie rozegrano/Nie Tier I          | Nie rozegrano/Nie Tier I          | Nie rozegrano/Nie Tier I          | Nie rozegrano/Nie Tier I          | 3–1           |         |
| Statystyki całej kariery   |                           |                           |                           |                           |                           |                           |                           |                           |                           |                           |                           |                           |                           |                           |                                   |                                   |                                   |                                   |                                   |                                   |                                   |                                   |                                   |                                   |                                   |                                   |                                   |                                   |               |         |
| Rozegrane turnieje         | 1                         | 0                         | 5                         | 11                        | 12                        | 11                        | 10                        | 13                        | 7                         | 12                        | 10                        | 4                         | 12                        | 13                        | 16                                | 6                                 | 6                                 | 13                                | 15                                | 16                                | 11                                | 8                                 | 2                                 | 7                                 | 8                                 | 6                                 | 6                                 | 4                                 | 244           | 244     |
| Tytuły-Finały              | 0–0                       | 0–0                       | 0–0                       | 0–0                       | 5–6                       | 3–5                       | 3–4                       | 8–10                      | 4–5                       | 2–5                       | 1–1                       | 0–0                       | 2–3                       | 4–5                       | 3–4                               | 2–3                               | 2–3                               | 7–7                               | 11–13                             | 7–7                               | 5–5                               | 2–5                               | 1–1                               | 0–2                               | 0–3                               | 1–1                               | 0–0                               | 0–0                               | 73-98         | 73-98   |
| Kort twardy Z–P            | 0–1                       | 0–0                       | 2–2                       | 19–7                      | 29–4                      | 25–5                      | 27–5                      | 28–3                      | 15–0                      | 23–5                      | 16–4                      | 12–4                      | 22–4                      | 27–5                      | 39–8                              | 10–1                              | 18–1                              | 28–3                              | 47–3                              | 41–5                              | 30–2                              | 20–5                              | 8–1                               | 9–5                               | 16–4                              | 16–5                              | 8–1                               | 3–3                               | 538–95        | 538–95  |
| Kort ceglany Z–P           | 0–0                       | 0–0                       | 0–0                       | 6–2                       | 7–3                       | 0–1                       | 4–1                       | 17–2                      | 12–3                      | 10–3                      | 2–2                       | 0–0                       | 6–3                       | 11–2                      | 4–4                               | 8–3                               | 0–0                               | 17–1                              | 28–0                              | 9–2                               | 16–1                              | 11–1                              | 0–0                               | 3–0                               | 3–1                               | 1–0                               | 4–3                               | 0–0                               | 179–38        | 179–38  |
| Kort trawiasty Z–P         | 0–0                       | 0–0                       | 0–0                       | 4–2                       | 0–0                       | 5–1                       | 4–1                       | 7–0                       | 7–0                       | 6–1                       | 2–1                       | 0–0                       | 4–1                       | 6–1                       | 7–0                               | 7–0                               | 4–2                               | 13–0                              | 3–1                               | 2–1                               | 7–0                               | 7–0                               | 0–0                               | 6–1                               | 6–1                               | 0–0                               | 0–1                               | 0–1                               | 107–16        | 107–16  |
| Kort dywanowy Z–P          | 0–1                       | 0–0                       | 7–3                       | 0–0                       | 5–0                       | 7–1                       | 3–0                       | 4–0                       | 4–0                       | 0–0                       | 1–0                       | 0–0                       | 3–2                       | 0–0                       | Brak turniejów na tej nawierzchni | Brak turniejów na tej nawierzchni | Brak turniejów na tej nawierzchni | Brak turniejów na tej nawierzchni | Brak turniejów na tej nawierzchni | Brak turniejów na tej nawierzchni | Brak turniejów na tej nawierzchni | Brak turniejów na tej nawierzchni | Brak turniejów na tej nawierzchni | Brak turniejów na tej nawierzchni | Brak turniejów na tej nawierzchni | Brak turniejów na tej nawierzchni | Brak turniejów na tej nawierzchni | Brak turniejów na tej nawierzchni | 34–7          | 34–7    |
| Ogólny bilans spotkań      | 0–1                       | 0–0                       | 9–5                       | 29–11                     | 41–7                      | 37–8                      | 38–7                      | 56–5                      | 38–3                      | 39–9                      | 21–7                      | 12–4                      | 35–10                     | 44–8                      | 50–12                             | 25–4                              | 22–3                              | 58–4                              | 78–4                              | 52–8                              | 53–3                              | 38–6                              | 8–1                               | 18–6                              | 25–6                              | 17–5                              | 12–5                              | 3–4                               | 858–156       | 858–156 |
| Zwycięstwa %               | 0%                        | –                         | 64%                       | 73%                       | 85%                       | 82%                       | 84%                       | 92%                       | 93%                       | 81%                       | 75%                       | 75%                       | 78%                       | 85%                       | 81%                               | 86%                               | 88%                               | 94%                               | 95%                               | 87%                               | 95%                               | 86%                               | 89%                               | 75%                               | 81%                               | 77%                               | 71%                               | 43%                               | 84,62%        | 84,62%  |
| Ranking końcoworoczny      | –                         | –                         | 99                        | 20                        | 4                         | 6                         | 6                         | 1                         | 3                         | 7                         | 11                        | 95                        | 7                         | 2                         | 1                                 | 4                                 | 12                                | 3                                 | 1                                 | 1                                 | 1                                 | 2                                 | 22                                | 16                                | 10                                | 11                                | 41                                |                                   | –             | –       |

### Gra podwójna
| Wielki Szlem                                        |                           |                           |                           |                           |                           |                           |                           |                           |                           |                           |                           |                           |                           |                           |                           |                           |                           |                           |                           |                           |                           |                           |                           |                           |                           |                           |        |
| Australian Open                                     | A                         | 3R                        | SF                        | A                         | W                         | A                         | W                         | Nieobecna                 | Nieobecna                 | Nieobecna                 | Nieobecna                 | QF                        | W                         | W                         | A                         | A                         | QF                        | Nieobecna                 | Nieobecna                 | Nieobecna                 | Nieobecna                 | Nieobecna                 | Nieobecna                 | Nieobecna                 | Nieobecna                 | Nieobecna                 | 36–4   |
| French Open                                         | A                         | A                         | W                         | Zawodniczka nieobecna     | Zawodniczka nieobecna     | Zawodniczka nieobecna     | Zawodniczka nieobecna     | Zawodniczka nieobecna     | Zawodniczka nieobecna     | Zawodniczka nieobecna     | Zawodniczka nieobecna     | Zawodniczka nieobecna     | 3R                        | W                         | Nieobecna                 | Nieobecna                 | Nieobecna                 | Nieobecna                 | Nieobecna                 | 3R                        | A                         | 3R                        | Nieobecna                 | Nieobecna                 | Nieobecna                 | Nieobecna                 | 17–3   |
| Wimbledon                                           | A                         | 1R                        | A                         | W                         | 3R                        | W                         | 3R                        | Nieobecna                 | Nieobecna                 | Nieobecna                 | 2R                        | W                         | W                         | QF                        | A                         | W                         | A                         | 2R                        | A                         | W                         | Nieobecna                 | Nieobecna                 | Nieobecna                 | NR                        | A                         | A                         | 45–3   |
| US Open                                             | 1R                        | A                         | W                         | SF                        | 3R                        | Zawodniczka nieobecna     | Zawodniczka nieobecna     | Zawodniczka nieobecna     | Zawodniczka nieobecna     | Zawodniczka nieobecna     | Zawodniczka nieobecna     | Zawodniczka nieobecna     | W                         | A                         | A                         | 3R                        | SF                        | QF                        | Nieobecna                 | Nieobecna                 | Nieobecna                 | Nieobecna                 | Nieobecna                 | Nieobecna                 | Nieobecna                 | 1R                        | 27–6   |
| Zw.-Por.                                            | 0–1                       | 2–1                       | 16–1                      | 10–0                      | 10–1                      | 6–0                       | 8–1                       | 0–0                       | 0–0                       | 0–0                       | 1–0                       | 9–1                       | 20–1                      | 14–1                      | 0–0                       | 8–1                       | 7–2                       | 4–2                       | 0–0                       | 8–1                       | 0–0                       | 2–1                       | 0–0                       | 0–0                       | 0–0                       | 0–1                       | 125–16 |
| Igrzyska Olimpijskie                                |                           |                           |                           |                           |                           |                           |                           |                           |                           |                           |                           |                           |                           |                           |                           |                           |                           |                           |                           |                           |                           |                           |                           |                           |                           |                           |        |
| Igrzyska Olimpijskie                                | Nie rozgrywane            | Nie rozgrywane            | Nie rozgrywane            | Z                         | Nie rozgrywane            | Nie rozgrywane            | Nie rozgrywane            | A                         | Nie rozgrywane            | Nie rozgrywane            | Nie rozgrywane            | Z                         | Nie rozgrywane            | Nie rozgrywane            | Nie rozgrywane            | Z                         | Nie rozgrywane            | Nie rozgrywane            | Nie rozgrywane            | 1R                        | Nie rozgrywane            | Nie rozgrywane            | Nie rozgrywane            | Nie rozgrywane            | A                         | NR                        | 15–1   |
| WTA Tier I, Premier Mandatory i Premier 5, WTA 1000 |                           |                           |                           |                           |                           |                           |                           |                           |                           |                           |                           |                           |                           |                           |                           |                           |                           |                           |                           |                           |                           |                           |                           |                           |                           |                           |        |
| Indian Wells                                        | QF                        | QF                        | SF                        | A                         | A                         | Bojkot                    | Bojkot                    | Bojkot                    | Bojkot                    | Bojkot                    | Bojkot                    | Bojkot                    | Bojkot                    | Bojkot                    | Bojkot                    | Bojkot                    | Bojkot                    | Bojkot                    | Nieobecna                 | Nieobecna                 | Nieobecna                 | Nieobecna                 | Nieobecna                 | NR                        | A                         | A                         | 7–3    |
| Miami                                               | A                         | 1R                        | 3R                        | Zawodniczka nieobecna     | Zawodniczka nieobecna     | Zawodniczka nieobecna     | Zawodniczka nieobecna     | Zawodniczka nieobecna     | Zawodniczka nieobecna     | Zawodniczka nieobecna     | Zawodniczka nieobecna     | Zawodniczka nieobecna     | Zawodniczka nieobecna     | Zawodniczka nieobecna     | Zawodniczka nieobecna     | Zawodniczka nieobecna     | Zawodniczka nieobecna     | Zawodniczka nieobecna     | Zawodniczka nieobecna     | Zawodniczka nieobecna     | Zawodniczka nieobecna     | Zawodniczka nieobecna     | Zawodniczka nieobecna     | NR                        | A                         | A                         | 1–2    |
| Madryt                                              | Nie rozgrywane            | Nie rozgrywane            | Nie rozgrywane            | Nie rozgrywane            | Nie rozgrywane            | Nie rozgrywane            | Nie rozgrywane            | Nie rozgrywane            | Nie rozgrywane            | Nie rozgrywane            | Nie rozgrywane            | Nie rozgrywane            | A                         | W                         | Nieobecna                 | Nieobecna                 | Nieobecna                 | Nieobecna                 | Nieobecna                 | Nieobecna                 | Nieobecna                 | Nieobecna                 | Nieobecna                 | NR                        | A                         | A                         | 4–0    |
| Rzym                                                | SF                        | Zawodniczka nieobecna     | Zawodniczka nieobecna     | Zawodniczka nieobecna     | Zawodniczka nieobecna     | Zawodniczka nieobecna     | Zawodniczka nieobecna     | Zawodniczka nieobecna     | Zawodniczka nieobecna     | Zawodniczka nieobecna     | Zawodniczka nieobecna     | Zawodniczka nieobecna     | Zawodniczka nieobecna     | Zawodniczka nieobecna     | Zawodniczka nieobecna     | Zawodniczka nieobecna     | Zawodniczka nieobecna     | Zawodniczka nieobecna     | Zawodniczka nieobecna     | 1R                        | Nieobecna                 | Nieobecna                 | Nieobecna                 | Nieobecna                 | Nieobecna                 | Nieobecna                 | 3–1    |
| Pekin                                               | Nie rozgrywane/Nie Tier I | Nie rozgrywane/Nie Tier I | Nie rozgrywane/Nie Tier I | Nie rozgrywane/Nie Tier I | Nie rozgrywane/Nie Tier I | Nie rozgrywane/Nie Tier I | Nie rozgrywane/Nie Tier I | Nie rozgrywane/Nie Tier I | Nie rozgrywane/Nie Tier I | Nie rozgrywane/Nie Tier I | Nie rozgrywane/Nie Tier I | Nie rozgrywane/Nie Tier I | Nieobecna                 | Nieobecna                 | Nieobecna                 | Nieobecna                 | 1R                        | Nieobecna                 | Nieobecna                 | Nieobecna                 | Nieobecna                 | Nieobecna                 | Nieobecna                 | Nie rozgrywane            | Nie rozgrywane            | Nie rozgrywane            | 0–1    |
| Zurych                                              | A                         | W                         | Zawodniczka nieobecna     | Zawodniczka nieobecna     | Zawodniczka nieobecna     | Zawodniczka nieobecna     | Zawodniczka nieobecna     | Zawodniczka nieobecna     | Zawodniczka nieobecna     | Zawodniczka nieobecna     | Zawodniczka nieobecna     | Nie rozgrywane/Nie Tier I | Nie rozgrywane/Nie Tier I | Nie rozgrywane/Nie Tier I | Nie rozgrywane/Nie Tier I | Nie rozgrywane/Nie Tier I | Nie rozgrywane/Nie Tier I | Nie rozgrywane/Nie Tier I | Nie rozgrywane/Nie Tier I | Nie rozgrywane/Nie Tier I | Nie rozgrywane/Nie Tier I | Nie rozgrywane/Nie Tier I | Nie rozgrywane/Nie Tier I | Nie rozgrywane/Nie Tier I | Nie rozgrywane/Nie Tier I | Nie rozgrywane/Nie Tier I | 4–0    |
| Moskwa                                              | A                         | QF                        | Zawodniczka nieobecna     | Zawodniczka nieobecna     | Zawodniczka nieobecna     | Zawodniczka nieobecna     | Zawodniczka nieobecna     | Zawodniczka nieobecna     | Zawodniczka nieobecna     | Zawodniczka nieobecna     | Zawodniczka nieobecna     | Nie rozgrywane/Nie Tier I | Nie rozgrywane/Nie Tier I | Nie rozgrywane/Nie Tier I | Nie rozgrywane/Nie Tier I | Nie rozgrywane/Nie Tier I | Nie rozgrywane/Nie Tier I | Nie rozgrywane/Nie Tier I | Nie rozgrywane/Nie Tier I | Nie rozgrywane/Nie Tier I | Nie rozgrywane/Nie Tier I | Nie rozgrywane/Nie Tier I | Nie rozgrywane/Nie Tier I | Nie rozgrywane/Nie Tier I | Nie rozgrywane/Nie Tier I | Nie rozgrywane/Nie Tier I | 1–0    |
| Kariera                                             |                           |                           |                           |                           |                           |                           |                           |                           |                           |                           |                           |                           |                           |                           |                           |                           |                           |                           |                           |                           |                           |                           |                           |                           |                           |                           |        |
| Rozegrane turnieje                                  | 3                         | 9                         | 8                         | 3                         | 4                         | 3                         | 2                         | 0                         | 0                         | 0                         | 1                         | 5                         | 6                         | 4                         | 0                         | 3                         | 1                         | 2                         | 0                         | 4                         | 0                         | 2                         | 0                         | 1                         | 0                         | 2                         | 67     |
| Tytuły–Finały                                       | 0–0                       | 2–2                       | 3–4                       | 2–2                       | 1–1                       | 2–2                       | 1–1                       | 0–0                       | 0–0                       | 0–0                       | 0–0                       | 2–2                       | 4–4                       | 3–3                       | 0–0                       | 2–2                       | 0–0                       | 0–0                       | 0–0                       | 1–1                       | 0–0                       | 0–0                       | 0–0                       | 0–1                       | 0–0                       | 0–0                       | 23–25  |
| Zw.–Por.                                            | 4–2                       | 16–5                      | 29–4                      | 15–0                      | 10–2                      | 11–1                      | 9–1                       | 0–0                       | 0–0                       | 0–0                       | 1–0                       | 16–2                      | 24–2                      | 18–1                      | 0–0                       | 13–1                      | 7–2                       | 4–2                       | 0–0                       | 8–3                       | 0–0                       | 2–2                       | 0–0                       | 3–1                       | 0–0                       | 2–2                       | 193–35 |
| Ranking                                             | 121                       | 36                        | 10                        | 54                        | 54                        | 25                        | –                         | –                         | –                         | –                         | –                         | 28                        | 3                         | 11                        | –                         | 31                        | 63                        | 133                       | –                         | 31                        | –                         | 292                       | –                         | 397                       | 431                       |                           | –      |

### Gra mieszana
| Wielki Szlem    |   |    |                       |                       |                       |                       |                       |                       |                       |                       |                       |                       |                       |                       |                       |                       |                       |     |
| Australian Open | A | 1R | F                     | Zawodniczka nieobecna | Zawodniczka nieobecna | Zawodniczka nieobecna | Zawodniczka nieobecna | Zawodniczka nieobecna | Zawodniczka nieobecna | Zawodniczka nieobecna | Zawodniczka nieobecna | Zawodniczka nieobecna | Zawodniczka nieobecna | Zawodniczka nieobecna | Zawodniczka nieobecna | Zawodniczka nieobecna | Zawodniczka nieobecna | 5–2 |
| French Open     | A | F  | Zawodniczka nieobecna | Zawodniczka nieobecna | Zawodniczka nieobecna | Zawodniczka nieobecna | Zawodniczka nieobecna | Zawodniczka nieobecna | Zawodniczka nieobecna | Zawodniczka nieobecna | Zawodniczka nieobecna | Zawodniczka nieobecna | Zawodniczka nieobecna | Zawodniczka nieobecna | Zawodniczka nieobecna | 1R                    | A                     | 5–2 |
| Wimbledon       | A | W  | Zawodniczka nieobecna | Zawodniczka nieobecna | Zawodniczka nieobecna | Zawodniczka nieobecna | Zawodniczka nieobecna | Zawodniczka nieobecna | Zawodniczka nieobecna | Zawodniczka nieobecna | Zawodniczka nieobecna | Zawodniczka nieobecna | Zawodniczka nieobecna | Zawodniczka nieobecna | Zawodniczka nieobecna | Zawodniczka nieobecna | Zawodniczka nieobecna | 6–0 |
| US Open         | A | W  | Zawodniczka nieobecna | Zawodniczka nieobecna | Zawodniczka nieobecna | Zawodniczka nieobecna | Zawodniczka nieobecna | Zawodniczka nieobecna | Zawodniczka nieobecna | Zawodniczka nieobecna | Zawodniczka nieobecna | Zawodniczka nieobecna | Zawodniczka nieobecna | Zawodniczka nieobecna | Zawodniczka nieobecna | Zawodniczka nieobecna | Zawodniczka nieobecna | 4–0 |

## Puchar Federacji
Serena Williams reprezentuje Stany Zjednoczone w Pucharze Federacji od 1999 roku. Od tego czasu rozegrała 18 meczów, w tym 13 singlowych i 5 deblowych. 16 z nich wygrała, a dwa przegrała.

### Gra pojedyncza (13–0)
| Rok  | Runda                   | Data i miejsce                                      | Przeciwnik      | Nawierzchnia  | Rywal               | Zwycięstwo/Porażka | Rezultat         |
| ---- | ----------------------- | --------------------------------------------------- | --------------- | ------------- | ------------------- | ------------------ | ---------------- |
| 1999 | Grupa Światowa          | 24–25 lipca 1999 Ankona, Włochy                     | Włochy (4:1)    | Ceglana       | Rita Grande         | Zwycięstwo         | 6:1, 6:1         |
| 2003 | Grupa Światowa          | 26–27 kwietnia 2003 Lowell, Stany Zjednoczone       | Czechy (5:0)    | Twarda (hala) | Iveta Melzer        | Zwycięstwo         | 7:5, 6:1         |
| 2003 | Grupa Światowa          | 26–27 kwietnia 2003 Lowell, Stany Zjednoczone       | Czechy (5:0)    | Twarda (hala) | Klára Koukalová     | Zwycięstwo         | 6:2, 6:2         |
| 2007 | Grupa Światowa          | 21–22 kwietnia 2007 Delray Beach, Stany Zjednoczone | Belgia (5:0)    | Twarda        | Caroline Maes       | Zwycięstwo         | 6:1, 6:4         |
| 2012 | Grupa Światowa II       | 4–5 lutego 2012 Worcester, Stany Zjednoczone        | Białoruś (5:0)  | Twarda (hala) | Wolha Hawarcowa     | Zwycięstwo         | 7:5, 6:0         |
| 2012 | Grupa Światowa II       | 4–5 lutego 2012 Worcester, Stany Zjednoczone        | Białoruś (5:0)  | Twarda (hala) | Anastasija Jakimawa | Zwycięstwo         | 5:7, 6:1, 6:1    |
| 2012 | Grupa Światowa Play-off | 21–22 kwietnia 2012 Charków, Ukraina                | Ukraina (5:0)   | Ceglana       | Elina Switolina     | Zwycięstwo         | 6:2, 6:1         |
| 2012 | Grupa Światowa Play-off | 21–22 kwietnia 2012 Charków, Ukraina                | Ukraina (5:0)   | Ceglana       | Łesia Curenko       | Zwycięstwo         | 6:3, 6:2         |
| 2013 | Grupa Światowa Play-off | 20–21 kwietnia 2013 Delray Beach, Stany Zjednoczone | Szwecja (3:2)   | Twarda        | Johanna Larsson     | Zwycięstwo         | 6:2, 6:2         |
| 2013 | Grupa Światowa Play-off | 20–21 kwietnia 2013 Delray Beach, Stany Zjednoczone | Szwecja (3:2)   | Twarda        | Sofia Arvidsson     | Zwycięstwo         | 6:2, 6:1         |
| 2015 | Grupa Światowa II       | 7–8 lutego 2015 Buenos Aires, Argentyna             | Argentyna (4:1) | Ceglana       | María Irigoyen      | Zwycięstwo         | 7:5, 6:0         |
| 2015 | Grupa Światowa Play-off | 18–19 kwietnia 2015 Brindisi, Włochy                | Włochy (2:3)    | Ceglana       | Camila Giorgi       | Zwycięstwo         | 7:6(5), 6:2      |
| 2015 | Grupa Światowa Play-off | 18–19 kwietnia 2015 Brindisi, Włochy                | Włochy (2:3)    | Ceglana       | Sara Errani         | Zwycięstwo         | 4:6, 7:6(3), 6:3 |

### Gra podwójna (3–2)
| Rok  | Runda                   | Data i miejsce                                  | Przeciwnik     | Nawierzchnia  | Partnerka      | Rywalki                                  | Zwycięstwo/Porażka | Rezultat |
| ---- | ----------------------- | ----------------------------------------------- | -------------- | ------------- | -------------- | ---------------------------------------- | ------------------ | -------- |
| 1999 | Grupa Światowa          | 24–25 lipca 1999 Ankona, Włochy                 | Włochy (4:1)   | Ceglana       | Venus Williams | Tathiana Garbin Adriana Serra Zanetti    | Zwycięstwo         | 6:2, 6:2 |
| 1999 | Grupa Światowa          | 18–19 września 1999 Stanford, Stany Zjednoczone | Rosja (4:1)    | Twarda        | Venus Williams | Jelena Diemientjewa Jekatierina Makarowa | Zwycięstwo         | 6:2, 6:1 |
| 2003 | Grupa Światowa          | 26–27 kwietnia 2003 Lowell, Stany Zjednoczone   | Czechy (5:0)   | Twarda (hala) | Venus Williams | Dája Bedáňová Eva Birnerová              | Zwycięstwo         | 6:0, 6:1 |
| 2015 | Grupa Światowa Play-off | 18–19 kwietnia 2015 Brindisi, Włochy            | Włochy (2:3)   | Ceglana       | Alison Riske   | Sara Errani Flavia Pennetta              | Porażka            | 0:6, 3:6 |
| 2018 | Grupa Światowa          | 10–11 lutego 2018 Asheville, Stany Zjednoczone  | Holandia (3:1) | Twarda        | Venus Williams | Lesley Kerkhove Demi Schuurs             | Porażka            | 2:6, 3:6 |

## Bilans spotkań przeciwko pierwszej dziesiątce rankingu WTA
Stan na 14 września 2018
| Zawodnik                                          | Rekord  | Z%   | Twarda       | Ceglana     | Trawiasta  | Dywanowa   | Ostatni mecz                                                        |
| Tenisistki sklasyfikowane najwyżej na 1. miejscu  |         |      |              |             |            |            |                                                                     |
| Caroline Wozniacki                                | 10:1    | 91%  | 8:1          | 1:0         | 1:0        | 0:0        | Zwycięstwo (2:6, 6:3, 7:6(6)) BNP Paribas WTA Finals Singapore 2014 |
| Marija Szarapowa                                  | 19:2    | 90%  | 12:1         | 4:0         | 3:1        | 0:0        | Zwycięstwo (6:4, 6:1) Australian Open 2016                          |
| / Ana Ivanović                                    | 9:1     | 90%  | 8:1          | 1:0         | 0:0        | 0:0        | Zwycięstwo (3:6, 6:4, 6:2) Western & Southern Open 2015             |
| Simona Halep                                      | 8:1     | 89%  | 6:1          | 1:0         | 1:0        | 0:0        | Zwycięstwo (6:2, 4:6, 6:3) US Open 2016                             |
| Dinara Safina                                     | 6:1     | 86%  | 5:0          | 1:1         | 0:0        | 0:0        | Zwycięstwo (6:0, 6:3) Australian Open 2009                          |
| Amélie Mauresmo                                   | 10:2    | 83%  | 6:1          | 1:1         | 3:0        | 0:0        | Zwycięstwo (7:6(5), 6:1) Wimbledon 2008                             |
| Wiktoryja Azaranka                                | 17:4    | 81%  | 9:4          | 4:0         | 4:0        | 0:0        | Porażka (4:6, 4:6) BNP Paribas Open                                 |
| / Monica Seles                                    | 4:1     | 80%  | 3:1          | 0:0         | 0:0        | 1:0        | Zwycięstwo (7:5, 7:6(5)) Rogers Cup 2001                            |
| Kim Clijsters                                     | 7:2     | 78%  | 7:2          | 0:0         | 0:0        | 0:0        | Porażka (4:6, 5:7) US Open 2009                                     |
| Lindsay Davenport                                 | 10:4    | 71%  | 8:3          | 1:0         | 0:0        | 1:1        | Zwycięstwo (2:6, 6:3, 6:0) Australian Open 2005                     |
| / Jelena Janković                                 | 10:4    | 71%  | 8:3          | 1:1         | 1:0        | 0:0        | Zwycięstwo (6:1, 6:3) Western & Southern Open 2014                  |
| Angelique Kerber                                  | 6:3     | 67%  | 5:2          | 0:0         | 1:1        | 0:0        | Porażka (3:6, 3:6) Wimbledon 2018                                   |
| Karolína Plíšková                                 | 2:1     | 67%  | 2:1          | 0:0         | 0:0        | 0:0        | Zwycięstwo (6:4, 6:3) US Open 2018                                  |
| Venus Williams                                    | 18:12   | 60%  | 11:9         | 2:1         | 4:2        | 1:0        | Zwycięstwo (6:1, 6:2) US Open 2018                                  |
| Garbiñe Muguruza                                  | 3:2     | 60%  | 2:0          | 0:2         | 1:0        | 0:0        | Porażka (5:7, 4:6) French Open 2016                                 |
| Jennifer Capriati                                 | 10:7    | 59%  | 5:3          | 3:3         | 2:1        | 0:0        | Porażka (6:2, 4:6, 4:6) US Open 2004                                |
| Justine Henin                                     | 8:6     | 57%  | 5:1          | 1:4         | 1:1        | 1:0        | Zwycięstwo (6:4, 3:6, 6:2) Australian Open 2010                     |
| Martina Hingis                                    | 7:6     | 54%  | 7:5          | 0:1         | 0:0        | 0:0        | Zwycięstwo (6:4, 6:0) Sony Open Tennis 2002                         |
| Steffi Graf                                       | 1:1     | 50%  | 1:1          | 0:0         | 0:0        | 0:0        | Zwycięstwo (6:3, 3:6, 7:5) Evert Cup 1999                           |
| Arantxa Sánchez Vicario                           | 3:4     | 43%  | 2:1          | 0:2         | 0:1        | 1:0        | Zwycięstwo (6:2, 6:4) du Maurier Open 2000                          |
| Tenisistki sklasyfikowane najwyżej na 2. miejscu  |         |      |              |             |            |            |                                                                     |
| Agnieszka Radwańska                               | 10:0    | 100% | 7:0          | 1:0         | 2:0        | 0:0        | Zwycięstwo (6:4, 7:6(1)) BNP Paribas Open 2016                      |
| Conchita Martínez                                 | 5:0     | 100% | 2:0          | 3:0         | 0:0        | 0:0        | Zwycięstwo (7:5, 6:2) Internazionali BNL d’Italia 2003              |
| Anastasija Myskina                                | 4:0     | 100% | 2:0          | 1:0         | 0:0        | 1:0        | Zwycięstwo (6:2, 6:2) Western & Southern Open 2006                  |
| Jana Novotná                                      | 1:0     | 100% | 1:0          | 0:0         | 0:0        | 0:0        | Zwycięstwo (2:6, 6:3, 2:0 krecz) Porsche Tennis Grand Prix 1998     |
| Li Na                                             | 11:1    | 91%  | 10:1         | 0:0         | 1:0        | 0:0        | Zwycięstwo (7:5, 6:1) Sony Open Tennis 2014                         |
| Wiera Zwonariowa                                  | 8:2     | 80%  | 4:1          | 2:0         | 2:1        | 0:0        | Zwycięstwo (7:5, 6:0) Australian Open 2015                          |
| Swietłana Kuzniecowa                              | 10:3    | 77%  | 5:2          | 3:1         | 1:0        | 1:0        | Zwycięstwo (7:5, 6:0) Wimbledon 2016                                |
| Petra Kvitová                                     | 5:2     | 71%  | 3:1          | 0:1         | 2:0        | 0:0        | Porażka (3:6, 6:2, 3:6) Western & Southern Open 2018                |
| Tenisistki sklasyfikowane najwyżej na 3. miejscu  |         |      |              |             |            |            |                                                                     |
| Amanda Coetzer                                    | 1:0     | 100% | 1:0          | 0:0         | 0:0        | 0:0        | Zwycięstwo (6:4, 6:0) Lipton Championships 1999                     |
| Mary Pierce                                       | 5:1     | 83%  | 1:1          | 3:0         | 0:0        | 1:0        | Zwycięstwo (7:6(5), 6:4) MPS Group Championships 2005               |
| Sloane Stephens                                   | 5:1     | 83%  | 3:1          | 2:0         | 0:0        | 0:0        | Zwycięstwo (1:6, 7:5, 6:3) French Open 2015                         |
| Elina Switolina                                   | 4:1     | 80%  | 2:1          | 2:0         | 0:0        | 0:0        | Porażka (4:6, 3:6) Igrzyska Olimpijskie 2016                        |
| Nadieżda Pietrowa                                 | 7:3     | 70%  | 5:1          | 2:2         | 0:0        | 0:0        | Zwycięstwo (4:6, 6:2, 6:3) Internazionali BNL d’Italia 2012         |
| Nathalie Tauziat                                  | 2:1     | 67%  | 1:1          | 1:0         | 0:0        | 0:0        | Porażka (5:7, 2:6) Open Gaz de France 2000                          |
| Jelena Diemientjewa                               | 7:5     | 58%  | 5:4          | 0:0         | 2:0        | 0:1        | Porażka (3:6, 2:6) Medibank International 2010                      |
| Tenisistki sklasyfikowane najwyżej na 4. miejscu  |         |      |              |             |            |            |                                                                     |
| Dominika Cibulková                                | 5:0     | 100% | 3:0          | 1:0         | 1:0        | 0:0        | Zwycięstwo (6:2, 6:2) Australian Open 2015                          |
| / Jelena Dokić                                    | 4:0     | 100% | 2:0          | 1:0         | 0:0        | 1:0        | Zwycięstwo (6:2, 6:2) Family Circle Cup 2003                        |
| Magdalena Maleewa                                 | 4:0     | 100% | 2:0          | 1:0         | 1:0        | 0:0        | Zwycięstwo (6:3, 6:3) Qatar Telecom German Open 2002                |
| Caroline Garcia                                   | 3:0     | 100% | 1:0          | 1:0         | 1:0        | 0:0        | Zwycięstwo (6:4, 4:6, 6:4) Miami Open 2014                          |
| Kimiko Date-Krumm                                 | 1:0     | 100% | 0:0          | 0:0         | 1:0        | 0:0        | Zwycięstwo (6:2, 6:0) Wimbledon 2013                                |
| Iva Majoli                                        | 1:0     | 100% | 1:0          | 0:0         | 0:0        | 0:0        | Zwycięstwo (7:6(2), 6:1) Rogers Cup 2001                            |
| Francesca Schiavone                               | 7:2     | 78%  | 5:0          | 1:2         | 1:0        | 0:0        | Zwycięstwo (6:4, 7:5) China Open 2013                               |
| Samantha Stosur                                   | 8:3     | 73%  | 7:2          | 1:1         | 0:0        | 0:0        | Zwycięstwo (7:6(7), 7:6(7)) Western & Southern Open 2014            |
| Johanna Konta                                     | 1:1     | 50%  | 1:1          | 0:0         | 0:0        | 0:0        | Porażka (1:6, 0:6) San Jose Classic 2018                            |
| Mary Joe Fernández                                | 0:1     | 0%   | 0:0          | 0:1         | 0:0        | 0:0        | Porażka (3:6, 6:1, 0:6) French Open 1999                            |
| Tenisistki sklasyfikowane najwyżej na 5. miejscu  |         |      |              |             |            |            |                                                                     |
| Lucie Šafářová                                    | 10:0    | 100% | 7:0          | 3:0         | 0:0        | 0:0        | Zwycięstwo (6:3, 6:4) Australian Open 2017                          |
| Sara Errani                                       | 9:0     | 100% | 3:0          | 6:0         | 0:0        | 0:0        | Zwycięstwo (6:1, 6:3) French Open 2015                              |
| Eugenie Bouchard                                  | 2:0     | 100% | 2:0          | 0:0         | 0:0        | 0:0        | Zwycięstwo (6:1, 6:1) BNP Paribas WTA Finals Singapore 2014         |
| Daniela Hantuchová                                | 9:1     | 90%  | 6:1          | 0:0         | 3:0        | 0:0        | Zwycięstwo (6:3, 6:3) Australian Open 2014                          |
| Anna Czakwetadze                                  | 1:1     | 50%  | 0:1          | 0:0         | 1:0        | 0:0        | Zwycięstwo (6:0, 6:1) Wimbledon 2010                                |
| Tenisistki sklasyfikowane najwyżej na 6. miejscu  |         |      |              |             |            |            |                                                                     |
| Flavia Pennetta                                   | 7:0     | 100% | 6:0          | 1:0         | 0:0        | 0:0        | Zwycięstwo (2:6, 6:3, 6:0) Rogers Cup 2015                          |
| Carla Suárez Navarro                              | 6:0     | 100% | 3:0          | 3:0         | 0:0        | 0:0        | Zwycięstwo (6:1, 6:3) Mutua Madrid Open 2015                        |
| Chanda Rubin                                      | 1:1     | 50%  | 0:1          | 0:0         | 1:0        | 0:0        | Porażka (2:6, 6:4, 5:7) JPMorgan Chase Open 2002                    |
| Tenisistki sklasyfikowane najwyżej na 7. miejscu  |         |      |              |             |            |            |                                                                     |
| Julie Halard-Decugis                              | 4:0     | 100% | 2:0          | 0:0         | 0:0        | 2:0        | Zwycięstwo (7:5, 6:1) Toyota Princess Cup 2000                      |
| Nicole Vaidišová                                  | 4:0     | 100% | 3:0          | 0:0         | 0:0        | 1:0        | Zwycięstwo (6:3, 6:4) Australian Open 2008                          |
| Barbara Schett                                    | 3:0     | 100% | 1:0          | 2:0         | 0:0        | 0:0        | Zwycięstwo (6:0, 6:0) French Open 2003                              |
| Madison Keys                                      | 3:0     | 100% | 2:0          | 1:0         | 0:0        | 0:0        | Zwycięstwo (7:6(5), 6:3) Internazionali BNL d’Italia 2016           |
| Roberta Vinci                                     | 4:1     | 80%  | 2:1          | 1:0         | 1:0        | 0:0        | Porażka (6:2, 4:6, 4:6) US Open 2015                                |
| Irina Spîrlea                                     | 3:1     | 75%  | 2:1          | 1:0         | 0:0        | 0:0        | Zwycięstwo (6:2, 6:3) Italian Open 1999                             |
| Marion Bartoli                                    | 3:1     | 75%  | 3:0          | 0:0         | 0:1        | 0:0        | Zwycięstwo (7:5, 6:1) Bank of the West Classic 2011                 |
| Patty Schnyder                                    | 8:4     | 67%  | 6:0          | 0:3         | 0:0        | 2:1        | Porażka (2:6, 6:2, 1:6) Internazionali BNL d’Italia 2009            |
| Belinda Bencic                                    | 2:1     | 67%  | 1:1          | 1:0         | 0:0        | 0:0        | Zwycięstwo (6:4, 6:3) Australian Open 2017                          |
| Naomi Ōsaka                                       | 0:2     | 0%   | 0:2          | 0:0         | 0:0        | 0:0        | Porażka (2:6, 4:6) US Open 2018                                     |
| Tenisistki sklasyfikowane najwyżej na 8. miejscu  |         |      |              |             |            |            |                                                                     |
| Ai Sugiyama                                       | 4:0     | 100% | 2:0          | 1:0         | 1:0        | 0:0        | Zwycięstwo (6:2, 6:1) US Open 2008                                  |
| Anna Kurnikowa                                    | 2:0     | 100% | 2:0          | 0:0         | 0:0        | 0:0        | Zwycięstwo (6:2, 4:6, 6:3) Apia International Sydney 2002           |
| Alicia Molik                                      | 2:0     | 100% | 1:0          | 0:0         | 1:0        | 0:0        | Zwycięstwo (7:6(4), 6:3) Wimbledon 2007                             |
| Jekatierina Makarowa                              | 5:1     | 83%  | 5:1          | 0:0         | 0:0        | 0:0        | Zwycięstwo (6:3, 6:3) US Open 2016                                  |
| Tenisistki sklasyfikowane najwyżej na 9. miejscu  |         |      |              |             |            |            |                                                                     |
| Andrea Petković                                   | 5:0     | 100% | 3:0          | 2:0         | 0:0        | 0:0        | Zwycięstwo (6:3, 6:2) Rogers Cup 2015                               |
| Julia Görges                                      | 4:0     | 100% | 1:0          | 2:0         | 1:0        | 0:0        | Zwycięstwo (6:2, 6:4) Wimbledon 2018                                |
| Timea Bacsinszky                                  | 3:0     | 100% | 1:0          | 2:0         | 0:0        | 0:0        | Zwycięstwo (4:6, 6:3, 6:0) French Open 2015                         |
| Coco Vandeweghe                                   | 3:0     | 100% | 3:0          | 0:0         | 0:0        | 0:0        | Zwycięstwo (6:3, 6:1) Miami Open 2014                               |
| Dominique Monami                                  | 1:0     | 100% | 0:0          | 1:0         | 0:0        | 0:0        | Zwycięstwo (6:1, 6:1) French Open 1998                              |
| Sandrine Testud                                   | 5:3     | 63%  | 4:3          | 0:0         | 0:0        | 1:0        | Zwycięstwo (6:3, 6:0) WTA Tour Championships 2001                   |
| Paola Suárez                                      | 0:1     | 0%   | 0:0          | 0:1         | 0:0        | 0:0        | Porażka (3:6, 6:4, 2:5 krecz) MPS Group Championships 2000          |
| Tenisistki sklasyfikowane najwyżej na 10. miejscu |         |      |              |             |            |            |                                                                     |
| Marija Kirilenko                                  | 8:0     | 100% | 4:0          | 3:0         | 1:0        | 0:0        | Zwycięstwo (7:5, 7:5) China Open 2013                               |
| Kristina Mladenovic                               | 2:0     | 100% | 0:0          | 1:0         | 1:0        | 0:0        | Zwycięstwo (7:5, 7:6(2)) Wimbledon 2018                             |
| Barbara Paulus                                    | 1:0     | 100% | 1:0          | 0:0         | 0:0        | 0:0        | Zwycięstwo (6:3, 6:2) Miami Open 1998                               |
| Suma                                              | 411-110 | 79%  | 270–70 (79%) | 78–28 (74%) | 48–9 (84%) | 15–3 (83%) |                                                                     |

## Zwycięstwa nad zawodniczkami klasyfikowanymi w danym momencie w czołowej dziesiątce rankingu
| #    | Zawodnik                | Ranking | Turniej                                                | Nawierzchnia        | Runda | Wynik               |
| ---- | ----------------------- | ------- | ------------------------------------------------------ | ------------------- | ----- | ------------------- |
| 1997 |                         |         |                                                        |                     |       |                     |
| 1.   | Mary Pierce             | Nr 7    | Chicago, Stany Zjednoczone                             | Dywanowa (hala)     | 2R    | 6:3, 7:6(3)         |
| 2.   | Monica Seles            | Nr 4    | Chicago, Stany Zjednoczone                             | Dywanowa (hala)     | QF    | 4:6, 6:1, 6:1       |
| 1998 |                         |         |                                                        |                     |       |                     |
| 3.   | Lindsay Davenport       | Nr 3    | Sydney, Australia                                      | Twarda              | QF    | 1:6, 7:5, 7:5       |
| 4.   | Irina Spîrlea           | Nr 9    | Melbourne, Australia                                   | Twarda              | 1R    | 6:7(7), 6:3, 6:1    |
| 5.   | Irina Spîrlea           | Nr 10   | Miami, Stany Zjednoczone                               | Twarda              | 2R    | 7:6(4), 6:0         |
| 6.   | Conchita Martínez       | Nr 8    | Rzym, Włochy                                           | Ceglana             | 3R    | 6:2, 6:2            |
| 7.   | Jana Novotná            | Nr 3    | Filderstadt, Niemcy                                    | Twarda (hala)       | 2R    | 2:6, 6:3, 2:0 krecz |
| 1999 |                         |         |                                                        |                     |       |                     |
| 8.   | Nathalie Tauziat        | Nr 9    | Paryż, Francja                                         | Dywanowa (hala)     | 2R    | 6:1, 6:4            |
| 9.   | Lindsay Davenport       | Nr 2    | Indian Wells, Stany Zjednoczone                        | Twarda              | 2R    | 6:4, 6:2            |
| 10.  | Mary Pierce             | Nr 8    | Indian Wells, Stany Zjednoczone                        | Twarda              | QF    | 7:5, 7:6(1)         |
| 11.  | Steffi Graf             | Nr 7    | Indian Wells, Stany Zjednoczone                        | Twarda              | F     | 6:3, 3:6, 7:5       |
| 12.  | Monica Seles            | Nr 3    | Miami, Stany Zjednoczone                               | Twarda              | 4R    | 6:2, 6:3            |
| 13.  | Amanda Coetzer          | Nr 9    | Miami, Stany Zjednoczone                               | Twarda              | QF    | 6:4, 6:0            |
| 14.  | Martina Hingis          | Nr 1    | Miami, Stany Zjednoczone                               | Twarda              | SF    | 6:4, 7:6(3)         |
| 15.  | Arantxa Sánchez Vicario | Nr 8    | Los Angeles, Stany Zjednoczone                         | Twarda              | QF    | 6:2, 6:3            |
| 16.  | Martina Hingis          | Nr 1    | Los Angeles, Stany Zjednoczone                         | Twarda              | SF    | 6:3, 7:5            |
| 17.  | Monica Seles            | Nr 4    | Nowy Jork, Stany Zjednoczone                           | Twarda              | QF    | 4:6, 6:3, 6:2       |
| 18.  | Lindsay Davenport       | Nr 2    | Nowy Jork, Stany Zjednoczone                           | Twarda              | SF    | 6:4, 1:6, 6:4       |
| 19.  | Martina Hingis          | Nr 1    | Nowy Jork, Stany Zjednoczone                           | Twarda              | F     | 6:3, 7:6(4)         |
| 20.  | Lindsay Davenport       | Nr 2    | Monachium, Niemcy                                      | Twarda (hala)       | SF    | 6:3, 6:4            |
| 21.  | Venus Williams          | Nr 3    | Monachium, Niemcy                                      | Twarda (hala)       | F     | 6:1, 3:6, 6:3       |
| 2000 |                         |         |                                                        |                     |       |                     |
| 22.  | Julie Halard-Decugis    | Nr 8    | Paryż, Francja                                         | Dywanowa (hala)     | SF    | 6:4, 6:2            |
| 23.  | Conchita Martínez       | Nr 6    | Los Angeles, Stany Zjednoczone                         | Twarda              | QF    | 6:2, 4:6, 6:2       |
| 24.  | Martina Hingis          | Nr 1    | Los Angeles, Stany Zjednoczone                         | Twarda              | SF    | 4:6, 6:2, 6:3       |
| 25.  | Lindsay Davenport       | Nr 2    | Los Angeles, Stany Zjednoczone                         | Twarda              | F     | 4:6, 6:4, 7:6(1)    |
| 26.  | Arantxa Sánchez Vicario | Nr 9    | Montreal, Kanada                                       | Hard                | SF    | 6–2, 6–4            |
| 2001 |                         |         |                                                        |                     |       |                     |
| 27.  | Lindsay Davenport       | Nr 2    | Indian Wells, Stany Zjednoczone                        | Twarda              | QF    | 6:1, 6:2            |
| 28.  | Monica Seles            | Nr 8    | Toronto, Kanada                                        | Twarda              | SF    | 7:5, 7:6(5)         |
| 29.  | Jennifer Capriati       | Nr 3    | Toronto, Kanada                                        | Twarda              | F     | 6:1, 6:7(9), 6:3    |
| 30.  | Justine Henin           | Nr 6    | Nowy Jork, Stany Zjednoczone                           | Twarda              | 4R    | 7:5, 6:0            |
| 31.  | Lindsay Davenport       | Nr 3    | Nowy Jork, Stany Zjednoczone                           | Twarda              | QF    | 6:3, 6:7(9), 7:5    |
| 32.  | Martina Hingis          | Nr 1    | Nowy Jork, Stany Zjednoczone                           | Twarda              | SF    | 6:3, 6:2            |
| 33.  | Justine Henin           | Nr 6    | WTA Tour Championships, Niemcy                         | Dywanowa (hala)     | QF    | 6:3, 7:6(5)         |
| 2002 |                         |         |                                                        |                     |       |                     |
| 34.  | Amélie Mauresmo         | Nr 9    | Sydney, Australia                                      | Twarda              | QF    | 6:4, 7:6(6)         |
| 35.  | Martina Hingis          | Nr 5    | Scottsdale, Stany Zjednoczone                          | Twarda              | SF    | 6:1, 3:6, 6:4       |
| 36.  | Jennifer Capriati       | Nr 2    | Scottsdale, Stany Zjednoczone                          | Twarda              | F     | 6:2, 4:6, 6:4       |
| 37.  | Martina Hingis          | Nr 3    | Miami, Stany Zjednoczone                               | Twarda              | QF    | 6:4, 6:0            |
| 38.  | Venus Williams          | Nr 2    | Miami, Stany Zjednoczone                               | Twarda              | SF    | 6:2, 6:2            |
| 39.  | Jennifer Capriati       | Nr 1    | Miami, Stany Zjednoczone                               | Twarda              | F     | 7:5, 7:6(4)         |
| 40.  | Jennifer Capriati       | Nr 2    | Rzym, Włochy                                           | Ceglana             | SF    | 6:2, 3:6, 7:5       |
| 41.  | Justine Henin           | Nr 8    | Rzym, Włochy                                           | Ceglana             | F     | 7:6(6), 6:4         |
| 42.  | Jennifer Capriati       | Nr 1    | French Open, Paryż, Francja                            | Ceglana             | SF    | 3:6, 7:6(2), 6:2    |
| 43.  | Venus Williams          | Nr 2    | French Open, Paryż, Francja                            | Ceglana             | F     | 7:5, 6:3            |
| 44.  | Venus Williams          | Nr 1    | Wimbledon, Londyn, Wielka Brytania                     | Trawiasta           | F     | 7:6(4), 6:3         |
| 45.  | Lindsay Davenport       | Nr 10   | US Open, Nowy Jork, Stany Zjednoczone                  | Twarda              | SF    | 6:3, 7:5            |
| 46.  | Venus Williams          | Nr 2    | US Open, Nowy Jork, Stany Zjednoczone                  | Twarda              | F     | 6:4, 6:3            |
| 47.  | Kim Clijsters           | Nr 8    | Tokio, Japonia                                         | Twarda              | F     | 2:6, 6:3, 6:3       |
| 48.  | Justine Henin           | Nr 7    | Leipzig, Niemcy                                        | Dywanowa (hala)     | SF    | 6:4, 6:2            |
| 49.  | Jelena Dokić            | Nr 9    | WTA Tour Championships, Los Angeles, Stany Zjednoczone | Twarda (hala)       | QF    | 7:6(1), 6:0         |
| 50.  | Jennifer Capriati       | Nr 3    | WTA Tour Championships, Los Angeles, Stany Zjednoczone | Twarda (hala)       | SF    | 2:6, 6:4, 6:4       |
| 2003 |                         |         |                                                        |                     |       |                     |
| 51.  | Kim Clijsters           | Nr 4    | Australian Open, Melbourne, Australia                  | Twarda              | SF    | 4:6, 6:3, 7:5       |
| 52.  | Venus Williams          | Nr 2    | Australian Open, Melbourne, Australia                  | Twarda              | F     | 7:6(4), 3:6, 6:4    |
| 53.  | Amélie Mauresmo         | Nr 7    | Paryż, Francja                                         | Dywanowa (hala)     | F     | 6:3, 6:2            |
| 54.  | Kim Clijsters           | Nr 3    | Miami, Stany Zjednoczone                               | Twarda              | SF    | 6:4, 6:2            |
| 55.  | Jennifer Capriati       | Nr 5    | Miami, Stany Zjednoczone                               | Twarda              | F     | 4:6, 6:4, 6:1       |
| 56.  | Lindsay Davenport       | Nr 5    | Charleston, Stany Zjednoczone                          | Ceglana (zielona)   | SF    | 6:1, 7:5            |
| 57.  | Amélie Mauresmo         | Nr 5    | French Open, Paryż, Francja                            | Ceglana             | QF    | 6:1, 6:2            |
| 58.  | Jennifer Capriati       | Nr 7    | Wimbledon, Londyn, Wielka Brytania                     | Trawiasta           | QF    | 2:6, 6:2, 6:3       |
| 59.  | Justine Henin           | Nr 3    | Wimbledon, Londyn, Wielka Brytania                     | Trawiasta           | SF    | 6:2, 6:2            |
| 60.  | Venus Williams          | Nr 4    | Wimbledon, Londyn, Wielka Brytania                     | Trawiasta           | F     | 4:6, 6:4, 6:2       |
| 2004 |                         |         |                                                        |                     |       |                     |
| 61.  | Jelena Diemientjewa     | Nr 8    | Miami, Stany Zjednoczone                               | Twarda              | F     | 6:1, 6:1            |
| 62.  | Jennifer Capriati       | Nr 7    | Wimbledon, Londyn, Wielka Brytania                     | Trawiasta           | QF    | 6:1, 6:1            |
| 63.  | Amélie Mauresmo         | Nr 4    | Wimbledon, Londyn, Wielka Brytania                     | Trawiasta           | SF    | 6:7(7), 7:5, 6:4    |
| 64.  | Jelena Diemientjewa     | Nr 6    | Los Angeles, Stany Zjednoczone                         | Twarda              | SF    | 6:3, 7:6(2)         |
| 65.  | Swietłana Kuzniecowa    | Nr 5    | Pekin, Chiny                                           | Twarda              | F     | 4:6, 7:5, 6:4       |
| 66.  | Jelena Diemientjewa     | Nr 5    | WTA Tour Championships, Los Angeles, Stany Zjednoczone | Twarda (hala)       | RR    | 7:6(3), 7:5         |
| 67.  | Anastasija Myskina      | Nr 3    | WTA Tour Championships, Los Angeles, Stany Zjednoczone | Twarda (hala)       | RR    | 4:6, 6:3, 6:4       |
| 68.  | Amélie Mauresmo         | Nr 2    | WTA Tour Championships, Los Angeles, Stany Zjednoczone | Twarda (hala)       | SF    | 4:6, 7:6(2), 6:4    |
| 2005 |                         |         |                                                        |                     |       |                     |
| 69.  | Amélie Mauresmo         | Nr 2    | Australian Open, Melbourne, Australia                  | Twarda              | QF    | 6:2, 6:2            |
| 70.  | Marija Szarapowa        | Nr 4    | Australian Open, Melbourne, Australia                  | Twarda              | SF    | 2:6, 7:5, 8:6       |
| 71.  | Lindsay Davenport       | Nr 1    | Australian Open, Melbourne, Australia                  | Twarda              | F     | 2:6, 6:3, 6:0       |
| 2007 |                         |         |                                                        |                     |       |                     |
| 72.  | Nadieżda Pietrowa       | Nr 6    | Australian Open, Melbourne, Australia                  | Twarda              | 3R    | 1:6, 7:5, 6:3       |
| 73.  | Marija Szarapowa        | Nr 2    | Australian Open, Melbourne, Australia                  | Twarda              | F     | 6:1, 6:2            |
| 74.  | Marija Szarapowa        | Nr 2    | Miami, Stany Zjednoczone                               | Twarda              | 4R    | 6:1, 6:1            |
| 75.  | Nicole Vaidišová        | Nr 8    | Miami, Stany Zjednoczone                               | Twarda              | QF    | 6:1, 6:4            |
| 76.  | Justine Henin           | Nr 1    | Miami, Stany Zjednoczone                               | Twarda              | F     | 0:6, 7:5, 6:3       |
| 77.  | Marion Bartoli          | Nr 10   | US Open, Nowy Jork, Stany Zjednoczone                  | Twarda              | 4R    | 6:3, 6:4            |
| 78.  | Swietłana Kuzniecowa    | Nr 2    | Moskwa, Rosja                                          | Dywanowa (hala)     | SF    | 7:6(2), 6:1         |
| 2008 |                         |         |                                                        |                     |       |                     |
| 79.  | Venus Williams          | Nr 7    | Bangalore, Indie                                       | Twarda              | SF    | 6:3, 3:6, 7:6(4)    |
| 80.  | Justine Henin           | Nr 1    | Miami, Stany Zjednoczone                               | Twarda              | QF    | 6:2, 6:0            |
| 81.  | Swietłana Kuzniecowa    | Nr 4    | Miami, Stany Zjednoczone                               | Twarda              | SF    | 3:6, 7:5, 6:3       |
| 82.  | Jelena Janković         | Nr 3    | Miami, Stany Zjednoczone                               | Twarda              | F     | 6:1, 5:7, 6:3       |
| 83.  | Marija Szarapowa        | Nr 4    | Charleston, Stany Zjednoczone                          | Ceglana (Zielona)   | QF    | 7:5, 4:6, 6:1       |
| 84.  | Venus Williams          | Nr 8    | US Open, Nowy Jork, Stany Zjednoczone                  | Twarda              | QF    | 7:6(6), 7:6(7)      |
| 85.  | Dinara Safina           | Nr 7    | US Open, Nowy Jork, Stany Zjednoczone                  | Twarda              | SF    | 6:3, 6:2            |
| 86.  | Jelena Janković         | Nr 2    | US Open, Nowy Jork, Stany Zjednoczone                  | Twarda              | F     | 6:4, 7:5            |
| 87.  | Dinara Safina           | Nr 2    | WTA Tour Championships, Ad-Dauha, Katar                | Twarda              | RR    | 6:4, 6:1            |
| 2009 |                         |         |                                                        |                     |       |                     |
| 88.  | Swietłana Kuzniecowa    | Nr 8    | Australian Open, Melbourne, Australia                  | Twarda              | QF    | 5:7, 7:5, 6:1       |
| 89.  | Jelena Diemientjewa     | Nr 4    | Australian Open, Melbourne, Australia                  | Twarda              | SF    | 6:3, 6:4            |
| 90.  | Dinara Safina           | Nr 3    | Australian Open, Melbourne, Australia                  | Twarda              | F     | 6:0, 6:3            |
| 91.  | Ana Ivanović            | Nr 8    | Dubaj, Zjednoczone Emiraty Arabskie                    | Twarda              | QF    | 6:4, 6:4            |
| 92.  | Venus Williams          | Nr 6    | Miami, Stany Zjednoczone                               | Twarda              | SF    | 6:4, 3:6, 6:3       |
| 93.  | Wiktoryja Azaranka      | Nr 8    | Wimbledon, Londyn, Wielka Brytania                     | Trawiasta           | QF    | 6:2, 6:3            |
| 94.  | Jelena Diemientjewa     | Nr 4    | Wimbledon, Londyn, Wielka Brytania                     | Trawiasta           | SF    | 6:7(7), 7:5, 8:6    |
| 95.  | Venus Williams          | Nr 3    | Wimbledon, Londyn, Wielka Brytania                     | Trawiasta           | F     | 7:6(3), 6:2         |
| 96.  | Flavia Pennetta         | Nr 10   | US Open, Nowy Jork, Stany Zjednoczone                  | Twarda              | QF    | 6:4, 6:3            |
| 97.  | Swietłana Kuzniecowa    | Nr 3    | WTA Tour Championships, Ad-Dauha, Katar                | Twarda              | RR    | 7:6(6), 7:5         |
| 98.  | Jelena Diemientjewa     | Nr 5    | WTA Tour Championships, Ad-Dauha, Katar                | Twarda              | RR    | 6:2, 6:4            |
| 99.  | Venus Williams          | Nr 7    | WTA Tour Championships, Ad-Dauha, Katar                | Twarda              | RR    | 5:7, 6:4, 7:6(4)    |
| 100. | Caroline Wozniacki      | Nr 4    | WTA Tour Championships, Ad-Dauha, Katar                | Twarda              | SF    | 6:4, 0:1 krecz      |
| 101. | Venus Williams          | Nr 7    | WTA Tour Championships, Ad-Dauha, Katar                | Twarda              | F     | 6:2, 7:6(4)         |
| 2010 |                         |         |                                                        |                     |       |                     |
| 102. | Wiktoryja Azaranka      | Nr 7    | Australian Open, Melbourne, Australia                  | Twarda              | QF    | 4:6, 7:6(4), 6:2    |
| 2011 |                         |         |                                                        |                     |       |                     |
| 103. | Marija Szarapowa        | Nr 5    | Stanford, Stany Zjednoczone                            | Twarda              | QF    | 6:1, 6:3            |
| 104. | Marion Bartoli          | Nr 9    | Stanford, Stany Zjednoczone                            | Twarda              | F     | 7:5, 6:1            |
| 105. | Wiktoryja Azaranka      | Nr 4    | Toronto, Kanada                                        | Twarda              | SF    | 6:3, 6:3            |
| 106. | Wiktoryja Azaranka      | Nr 5    | US Open, Nowy Jork, Stany Zjednoczone                  | Twarda              | 3R    | 6:1, 7:6(5)         |
| 107. | Caroline Wozniacki      | Nr 1    | US Open, Nowy Jork, Stany Zjednoczone                  | Twarda              | SF    | 6:2, 6:4            |
| 2012 |                         |         |                                                        |                     |       |                     |
| 108. | Samantha Stosur         | Nr 5    | Miami, Stany Zjednoczone                               | Twarda              | 4R    | 7:5, 6:3            |
| 109. | Samantha Stosur         | Nr 5    | Charleston, Stany Zjednoczone                          | Ceglana (zielona)   | SF    | 6:1, 6:1            |
| 110. | Caroline Wozniacki      | Nr 6    | Madryt, Hiszpania                                      | Ceglana (niebieska) | 3R    | 1:6, 6:3, 6:2       |
| 111. | Marija Szarapowa        | Nr 2    | Madryt, Hiszpania                                      | Ceglana (niebieska) | QF    | 6:1, 6:3            |
| 112. | Wiktoryja Azaranka      | Nr 1    | Madryt, Hiszpania                                      | Ceglana (niebieska) | F     | 6:1, 6:3            |
| 113. | Petra Kvitová           | Nr 4    | Wimbledon, Londyn, Wielka Brytania                     | Trawiasta           | QF    | 6:3, 7:5            |
| 114. | Wiktoryja Azaranka      | Nr 2    | Wimbledon, Londyn, Wielka Brytania                     | Trawiasta           | SF    | 6:3, 7:6(6)         |
| 115. | Agnieszka Radwańska     | Nr 3    | Wimbledon, Londyn, Wielka Brytania                     | Trawiasta           | F     | 6:1, 5:7, 6:2       |
| 116. | Caroline Wozniacki      | Nr 8    | Igrzyska Olimpijskie, Londyn                           | Trawiasta           | QF    | 6:0, 6:3            |
| 117. | Wiktoryja Azaranka      | Nr 1    | Igrzyska Olimpijskie, Londyn                           | Trawiasta           | SF    | 6:1, 6:2            |
| 118. | Marija Szarapowa        | Nr 3    | Igrzyska Olimpijskie, Londyn                           | Trawiasta           | F     | 6:0, 6:1            |
| 119. | Sara Errani             | Nr 10   | US Open, Nowy Jork, Stany Zjednoczone                  | Twarda              | SF    | 6:1, 6:2            |
| 120. | Wiktoryja Azaranka      | Nr 1    | US Open, Nowy Jork, Stany Zjednoczone                  | Twarda              | F     | 6:2, 2:6, 7:5       |
| 121. | Angelique Kerber        | Nr 5    | WTA Tour Championships, Stambuł, Turcja                | Twarda (hala)       | RR    | 6:4, 6:1            |
| 122. | Li Na                   | Nr 8    | WTA Tour Championships, Stambuł, Turcja                | Twarda (hala)       | RR    | 7:6(2), 6:3         |
| 123. | Wiktoryja Azaranka      | Nr 1    | WTA Tour Championships, Stambuł, Turcja                | Twarda (hala)       | RR    | 6:4, 6:4            |
| 124. | Agnieszka Radwańska     | Nr 4    | WTA Tour Championships, Stambuł, Turcja                | Twarda (hala)       | SF    | 6:2, 6:1            |
| 125. | Marija Szarapowa        | Nr 2    | WTA Tour Championships, Stambuł, Turcja                | Twarda (hala)       | F     | 6:4, 6:3            |
| 2013 |                         |         |                                                        |                     |       |                     |
| 126. | Petra Kvitová           | Nr 8    | Doha, Katar                                            | Twarda              | QF    | 3:6, 6:3, 7:5       |
| 127. | Marija Szarapowa        | Nr 3    | Ad-Dauha, Katar                                        | Twarda              | SF    | 6:3, 6:2            |
| 128. | Li Na                   | Nr 5    | Miami, Stany Zjednoczone                               | Twarda              | QF    | 6:3, 7:6(5)         |
| 129. | Agnieszka Radwańska     | Nr 4    | Miami, Stany Zjednoczone                               | Twarda              | SF    | 6:0, 6:3            |
| 130. | Marija Szarapowa        | Nr 2    | Miami, Stany Zjednoczone                               | Twarda              | F     | 4:6, 6:3, 6:0       |
| 131. | Sara Errani             | Nr 7    | Madryt, Hiszpania                                      | Ceglana             | SF    | 7:5, 6:2            |
| 132. | Marija Szarapowa        | Nr 2    | Madryt, Hiszpania                                      | Ceglana             | F     | 6:1, 6:4            |
| 133. | Wiktoryja Azaranka      | Nr 3    | Rzym, Włochy                                           | Ceglana             | F     | 6:1, 6:3            |
| 134. | Sara Errani             | Nr 5    | French Open, Paryż, Francja                            | Ceglana             | SF    | 6:0, 6:1            |
| 135. | Marija Szarapowa        | Nr 2    | French Open, Paryż, Francja                            | Ceglana             | F     | 6:4, 6:4            |
| 136. | Agnieszka Radwańska     | Nr 4    | Toronto, Kanada                                        | Twarda              | SF    | 7:6(3), 6:4         |
| 137. | Li Na                   | Nr 5    | Cincinnati, Stany Zjednoczone                          | Twarda              | SF    | 7:5, 7:5            |
| 138. | Li Na                   | Nr 6    | US Open, Nowy Jork, Stany Zjednoczone                  | Twarda              | SF    | 6:0, 6:3            |
| 139. | Wiktoryja Azaranka      | Nr 2    | US Open, Nowy Jork, Stany Zjednoczone                  | Twarda              | F     | 7:5, 6:7(6), 6:1    |
| 140. | Caroline Wozniacki      | Nr 8    | Pekin, Chiny                                           | Twarda              | QF    | 6:1, 6:4            |
| 141. | Agnieszka Radwańska     | Nr 4    | Pekin, Chiny                                           | Twarda              | SF    | 6:2, 6:2            |
| 142. | Angelique Kerber        | Nr 9    | WTA Tour Championships, Stambuł, Turcja                | Twarda (hala)       | RR    | 6:3, 6:1            |
| 143. | Agnieszka Radwańska     | Nr 4    | WTA Tour Championships, Stambuł, Turcja                | Twarda (hala)       | RR    | 6:2, 6:4            |
| 144. | Petra Kvitová           | Nr 6    | WTA Tour Championships, Stambuł, Turcja                | Twarda (hala)       | RR    | 6:2, 6:3            |
| 145. | Jelena Janković         | Nr 8    | WTA Tour Championships, Stambuł, Turcja                | Twarda (hala)       | SF    | 6:4, 2:6, 6:4       |
| 146. | Li Na                   | Nr 5    | WTA Tour Championships, Stambuł, Turcja                | Twarda (hala)       | F     | 2:6, 6:3, 6:0       |
| 2014 |                         |         |                                                        |                     |       |                     |
| 147. | Marija Szarapowa        | Nr 4    | Brisbane, Australia                                    | Twarda              | SF    | 6:2, 7:6(7)         |
| 148. | Wiktoryja Azaranka      | Nr 2    | Brisbane, Australia                                    | Twarda              | F     | 6:4, 7:5            |
| 149. | Jelena Janković         | Nr 7    | Dubaj, Zjednoczone Emiraty Arabskie                    | Twarda              | QF    | 6:2, 6:2            |
| 150. | Angelique Kerber        | Nr 5    | Miami, Stany Zjednoczone                               | Twarda              | QF    | 6:2, 6:2            |
| 151. | Marija Szarapowa        | Nr 7    | Miami, Stany Zjednoczone                               | Twarda              | SF    | 6:4, 6:3            |
| 152. | Li Na                   | Nr 2    | Miami, Stany Zjednoczone                               | Twarda              | F     | 7:5, 6:1            |
| 153. | Angelique Kerber        | Nr 8    | Stanford, Stany Zjednoczone                            | Twarda              | F     | 7:6(1), 6:3         |
| 154. | Jelena Janković         | Nr 9    | Cincinnati, Stany Zjednoczone                          | Twarda              | QF    | 6:1, 6:3            |
| 155. | Ana Ivanović            | Nr 10   | Cincinnati, Stany Zjednoczone                          | Twarda              | F     | 6:4, 6:1            |
| 156. | Ana Ivanović            | Nr 7    | WTA Tour Championships, Singapur                       | Twarda (hala)       | RR    | 6:4, 6:4            |
| 157. | Eugenie Bouchard        | Nr 5    | WTA Tour Championships, Singapur                       | Twarda (hala)       | RR    | 6:1, 6:1            |
| 158. | Caroline Wozniacki      | Nr 8    | WTA Tour Championships, Singapur                       | Twarda (hala)       | SF    | 2:6, 6:3, 7:6(6)    |
| 159. | Simona Halep            | Nr 4    | WTA Tour Championships, Singapur                       | Twarda (hala)       | F     | 6:3, 6:0            |
| 2015 |                         |         |                                                        |                     |       |                     |
| 160. | Dominika Cibulková      | Nr 10   | Australian Open, Melbourne, Australia                  | Twarda              | QF    | 6:2, 6:2            |
| 161. | Marija Szarapowa        | Nr 2    | Australian Open, Melbourne, Australia                  | Twarda              | F     | 6:3, 7:6(5)         |
| 162. | Simona Halep            | Nr 3    | Miami, Stany Zjednoczone                               | Twarda              | SF    | 6:2, 4:6, 7:5       |
| 163. | Marija Szarapowa        | Nr 4    | Wimbledon, Londyn, Wielka Brytania                     | Trawiasta           | SF    | 6:2, 6:4            |
| 164. | Ana Ivanović            | Nr 9    | Cincinnati, Stany Zjednoczone                          | Twarda              | QF    | 3:6, 6:4, 6:2       |
| 165. | Simona Halep            | Nr 3    | Cincinnati, Stany Zjednoczone                          | Twarda              | F     | 6:3, 7:6(5)         |
| 2016 |                         |         |                                                        |                     |       |                     |
| 166. | Marija Szarapowa        | Nr 5    | Australian Open, Melbourne, Australia                  | Twarda              | QF    | 6:4, 6:1            |
| 167. | Agnieszka Radwańska     | Nr 4    | Australian Open, Melbourne, Australia                  | Twarda              | SF    | 6:0, 6:4            |
| 168. | Simona Halep            | Nr 5    | Indian Wells, Stany Zjednoczone                        | Twarda              | QF    | 6:4, 6:3            |
| 169. | Agnieszka Radwańska     | Nr 3    | Indian Wells, Stany Zjednoczone                        | Twarda              | SF    | 6:4, 7:6(1)         |
| 170. | Angelique Kerber        | Nr 4    | Wimbledon, Londyn, Wielka Brytania                     | Trawiasta           | F     | 7:5, 6:3            |
| 171. | Simona Halep            | Nr 5    | US Open, Nowy Jork, Stany Zjednoczone                  | Twarda              | QF    | 6:2, 4:6, 6:3       |
| 2017 |                         |         |                                                        |                     |       |                     |
| 172. | Johanna Konta           | Nr 9    | Australian Open, Melbourne, Australia                  | Twarda              | QF    | 6:2, 6:3            |
| 2018 |                         |         |                                                        |                     |       |                     |
| 173. | Karolína Plíšková       | Nr 8    | US Open, Nowy Jork, Stany Zjednoczone                  | Twarda              | QF    | 6:4, 6:3            |
| 2019 |                         |         |                                                        |                     |       |                     |
| 174. | Simona Halep            | Nr 1    | Australian Open, Melbourne, Australia                  | Twarda              | 4R    | 6:1, 4:6, 6:4       |
| 175. | Naomi Ōsaka             | Nr 2    | Toronto, Kanada                                        | Twarda              | QF    | 6:3, 6:4            |
| 176. | Elina Switolina         | Nr 5    | US Open, Nowy Jork, Stany Zjednoczone                  | Twarda              | SF    | 6:3, 6:1            |
| 2021 |                         |         |                                                        |                     |       |                     |
| 177. | Aryna Sabalenka         | Nr 7    | Australian Open, Melbourne, Australia                  | Twarda              | 4R    | 6:4, 2:6, 6:4       |
| 178. | Simona Halep            | Nr 2    | Australian Open, Melbourne, Australia                  | Twarda              | QF    | 6:3, 6:3            |
| 2022 |                         |         |                                                        |                     |       |                     |
| 179. | Anett Kontaveit         | Nr 2    | US Open, Nowy Jork, Stany Zjednoczone                  | Twarda              | 2R    | 7:6(4), 2:6, 6:2    |